# Adolfo Ruiz Cortines
Adolfo Tomás Ruiz Cortines (Veracruz, 30 de diciembre de 1889-Veracruz, 3 de diciembre de 1973) fue un contador, militar revolucionario y político mexicano que se desempeñó como presidente de México del 1 de diciembre de 1952 al 30 de noviembre de 1958.
Hijo de un agente aduanal, que murió antes de su nacimiento, fue criado por su madre y hermana con la ayuda de su abuelo y de sus tíos. Debía sus pocos años de estudios a una Escuela Amiga, a un colegio jesuita y al Instituto Veracruzano, donde aprendió contabilidad y sociología. Fue ayudante de contador en una empresa comercial en Veracruz. En 1913, apoyó como civil a la Revolución mexicana y la lucha contra el dictador Victoriano Huerta. Estuvo bajo las órdenes del Alfredo Robles Domínguez, quien le encargó una misión propagandística entre las tropas federales de la Ciudad de México. Al triunfo de la revolución constitucionalista, en 1914 figuró como colaborador de los gobernadores del Distrito Federal Robles Domínguez y Heriberto Jara.
Cuando Robles Domínguez fue nombrado gobernador de Guerrero, Ruiz Cortines fue oficial de órdenes en el cuartel general de la División del Sur. Participó en la Batalla de El Ébano en San Luis Potosí contra los villistas Manuel Chao y Tomás Urbina, a las órdenes de Jacinto B. Treviño, de quien fue secretario particular. Fue pagador en la brigada del general Francisco Muriel. En 1920 se incorporó al Plan de Agua Prieta y al desaparecer el gobierno carrancista rescató y entregó el tesoro nacional al presidente Adolfo de la Huerta. Con el grado de mayor, en 1926 se dio de baja del Ejército Mexicano. Fue secretario particular de Treviño en la Secretaría de Industria y Comercio. Se desempeñó como funcionario en el Departamento de Estadística de 1921 a 1935, como Oficial Mayor del Gobierno del Distrito Federal en 1935 y diputado federal en la XXXVII Legislatura por Veracruz en 1937. En 1939 fue designado tesorero de la campaña presidencial de Manuel Ávila Camacho y en 1940 ocupó la secretaría general de gobierno de Veracruz con el entonces gobernador Miguel Alemán Valdés. De 1941 a 1944 se desempeñó como oficial mayor de la Secretaría de Gobernación de la que era titular Alemán. Fue gobernador de Veracruz de 1944 a 1948, y en julio de ese año, se hace cargo de la Secretaría de Gobernación durante el gobierno de Miguel Alemán.
El 14 de octubre de 1951, Ruiz Cortines rindió la protesta como candidato a la presidencia por el Partido Revolucionario Institucional. Ya como presidente, ejerció un severo control del gasto público, apoyó la construcción de caminos, redes ferroviarias, presas, escuelas y hospitales; puso en práctica el plan La Marcha al Mar, con la finalidad de llevar a las zonas costeras los excedentes de la población del altiplano y lograr un mejor aprovechamiento y desarrollo de los recursos marítimos; se sanearon los litorales y se erradicó el paludismo; creó el Programa de Bienestar Social Rural para mejorar las condiciones de vida de la población rural del país, impulsó el reparto agrario, expropió latifundios de extranjeros pero respetó la pequeña propiedad. También puso en práctica el Seguro Agrícola, para proteger a los agricultores de los desastres naturales.
Al iniciar su gobierno, el presidente Ruiz Cortines envió una iniciativa de ley para reformar el artículo 34 de la Constitución, con la finalidad de reconocer el derecho de las mujeres al voto, lo que ocurrió en 1953. A efecto de promover medidas para resolver la necesidad de casas habitación, creó el Instituto Nacional de la Vivienda; dio estímulos a la industria, particularmente a la mediana y pequeña; puso las bases para el desarrollo de la petroquímica e impulsó la creación de empleos.
En atención a los adelantos técnicos logrados en el campo de la energía nuclear, y considerando que México no podía permanecer al margen de ese desarrollo, creó la Comisión Nacional de Energía Nuclear. La educación primaria y media se vieron impulsadas grandemente, y de manera especial, la politécnica y la universitaria, pues fue Ruiz Cortines quien equipó las instalaciones de la Universidad Nacional Autónoma de México e inició los subsidios al resto de universidades del país.
En 1954 surgieron problemas económicos debido a la ley antimonopolio a la creación de CEIMSA, a que los empresarios no querían invertir en México eso derivaba a las fugas de capitales y no se podían crear empleos. Todo esto llevó al pueblo mexicano a la incertidumbre, eventos que concluyeron en la devaluación del 17 de abril de 1954 durante la Semana Santa.
El presidente pidió no generalizar el caos. Aunque sucedió la devaluación, la economía del país tuvo un alto crecimiento. Los salarios de los trabajadores crecieron a un nivel superior al costo de la vida e instituyó la gratificación anual del aguinaldo para los servidores públicos. El 1 de diciembre de 1958 entregó el poder a su sucesor Adolfo López Mateos.
Adolfo Ruiz Cortines fue el último de los presidentes de México nacidos en el siglo XIX y el último que participó en la Revolución mexicana. Luego de su administración, presidió la Comisión Fideicomisaria de Metales no Ferrosos y la Nacional Financiera. Se retiró a la vida privada después de la muerte de su hijo en 1962 y no volvió a intervenir en la política nacional. Murió en el puerto de Veracruz el 3 de diciembre de 1973.

## Primeros años

### Infancia y familia

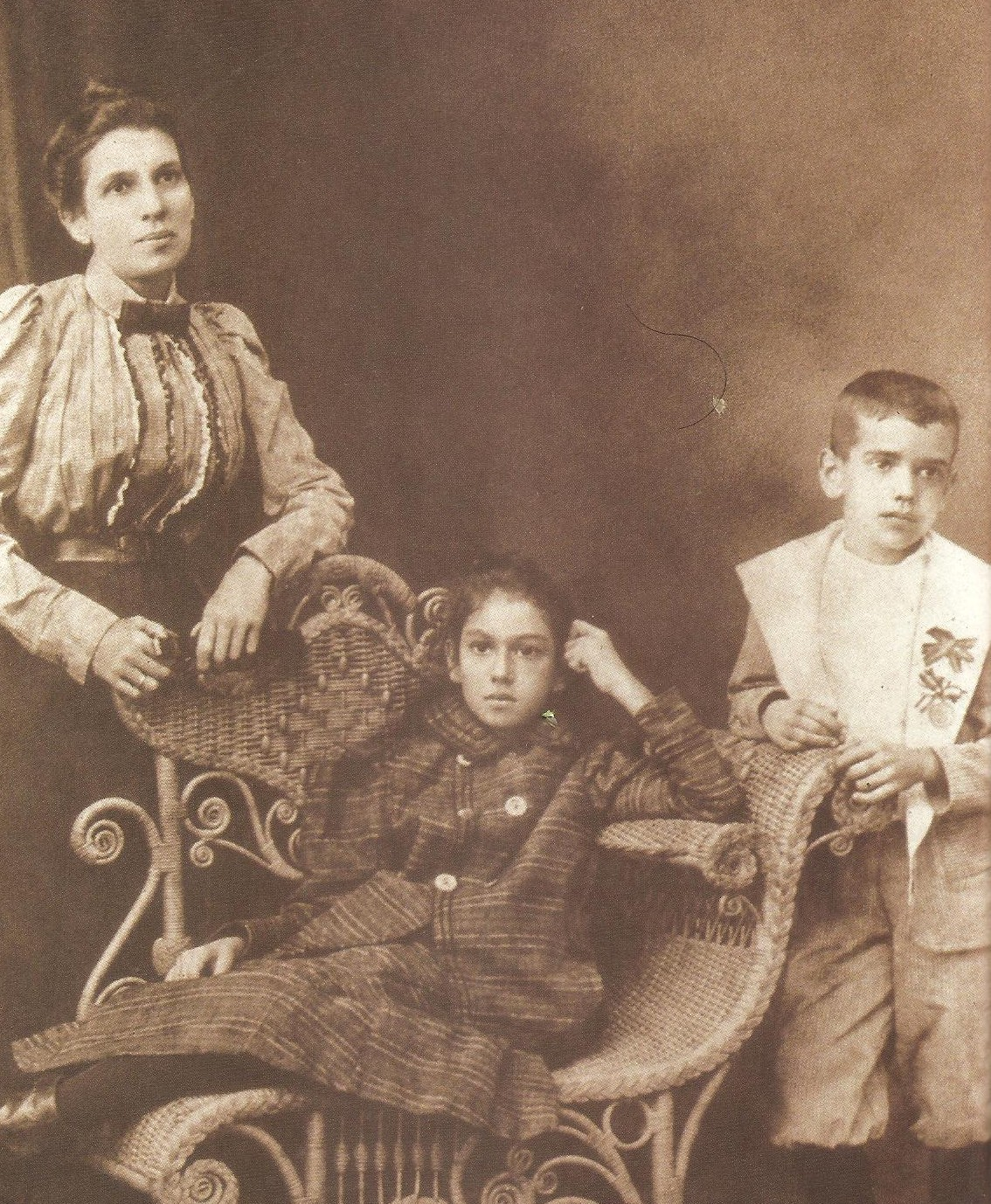
La viuda María Cortines Cotera con sus hijos María y Adolfo Ruiz en una fotografía realizada hacia 1895 en Veracruz.

De ascendencia andaluza según Krauze, se cuenta que además descendía de personajes célebres del siglo XIX como Francisco Zarco, y por vía materna de Ignacio Manuel Altamirano. Nació como Adolfo Tomás Ruiz Cortines a las 3:00 p. m. del lunes 30 de diciembre de 1889 en el número 15 de la calle Zamora en el puerto de Veracruz, lugar donde sus padres vivían con su abuelo paterno. Su padre fue el alvaradeño Adolfo Ruiz Tejeda (1851-1889), un exfuncionario del Ayuntamiento y más tarde agente de la aduana de Veracruz, que murió antes de su nacimiento. Su madre, la jalapeña María Cortines Cotera (1859-1935), era hija del comerciante Diego Francisco Cortines y de su esposa María Dolores Damiana Cotera, quienes eran miembros de una de las familias más antiguas y respetadas avecindadas en México durante el virreinato novohispano: los de la Cotera Salmón Rivascacho.

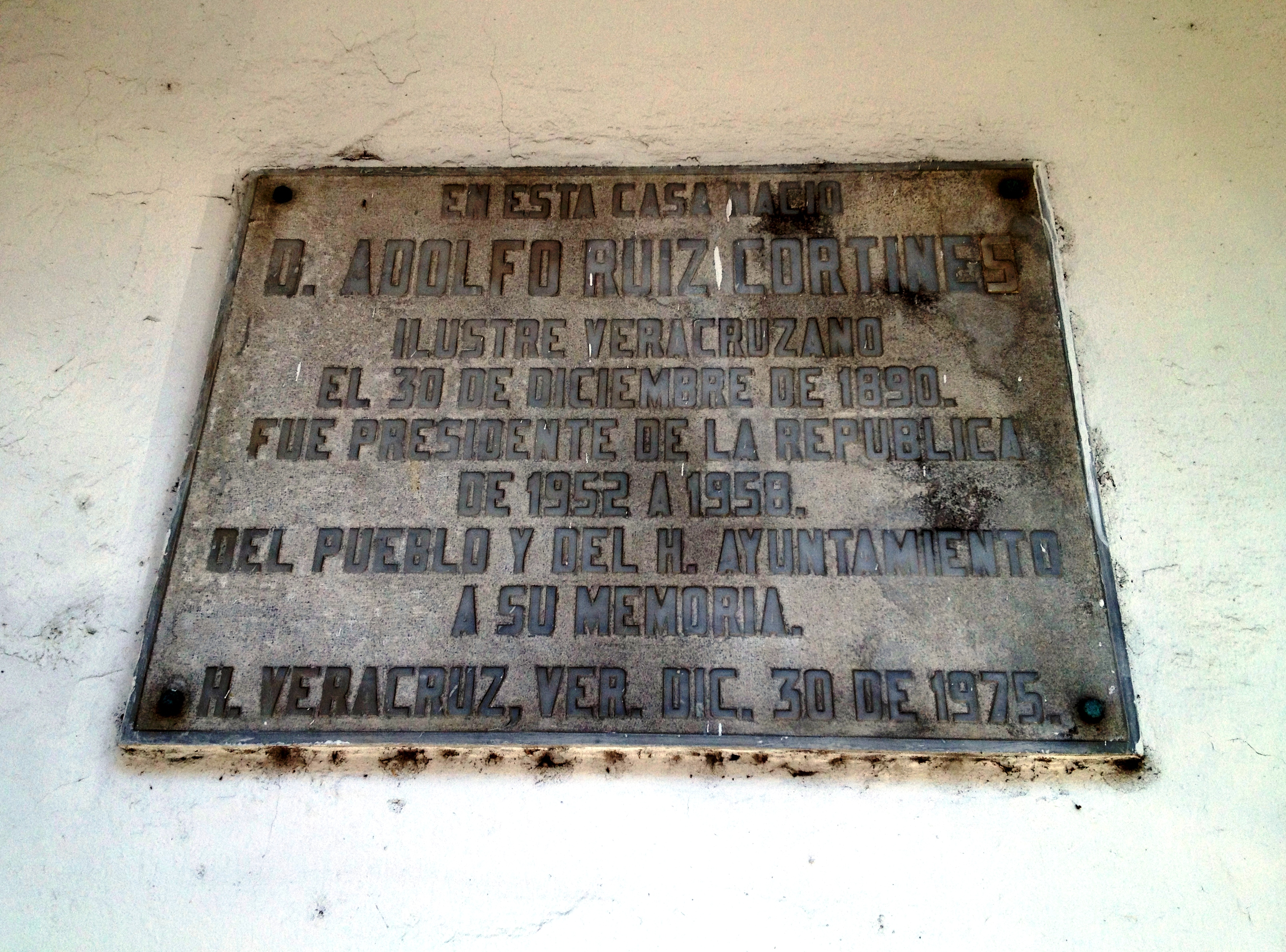
Esta Placa Conmemorativa señala el lugar donde nació quien sería el presidente Adolfo Ruiz Cortines en la ciudad y puerto de Veracruz.

Luego de la muerte de su padre; su madre, Adolfo y su hermana María (1888-1934) se fueron a vivir a la casa de su tío José Gabriel Cotera Calzada, un hermano de su abuela materna que era artesano veracruzano con modestos recursos económicos. Ruiz Cortines diría más tarde que su tío Gabriel le había enseñado “lo valioso de la pulcritud personal, la admiración por los hombres de la Reforma, y la necesidad del orden en todos los aspectos de la vida”.
Contando también con el apoyo de sus tías Elena Josefa y Juana Octaviana Cotera Calzada, María Cortines logró sacar adelante a su familia. El abuelo paterno de Ruiz Cortines, el profesor José Ruiz Parra (1817-1895), quien en tiempos de la Intervención Francesa hacía rifas benéficas en su casa con el fin de reunir fondos para los soldados mexicanos, contribuyó con la manutención de sus nietos María y Adolfo hasta el momento de su fallecimiento, ocurrido cuando Ruiz Cortines tenía cinco años. Su abuelo lo registró un par de semanas más tarde, el 12 de enero de 1890, mientras que su madre y algunas amigas tardaron más de medio año para bautizarlo, el 8 de junio, siendo sus padrinos su tía Octaviana Cotera y su esposo Benito Pendás Escalada.
Los Ruiz Cortines eran de extracción acomodada y de maneras aristocráticas, aunque con la repentina muerte del padre ocurrida el 13 de septiembre de 1889, la familia conoció la pobreza con todas sus angustias y deseos de superación. Un día Ruiz Cortines oyó decir a su madre: “No te preocupes Adolfo, tu hermana tejió un chal y ya tenemos para comer”. Como muchos de sus biógrafos afirman, su madre María Cortines fue quien cimentó en él los principios y valores de conducta y proceder, que fueron irreductibles durante toda su vida.

“En don Adolfo, la imagen de su madre fue algo de lo más íntimamente querido y su amor silencioso y reverente guardó siempre un cuadro al óleo de doña María Cortines vestida de negro con amplia falda, donde solo la punta del calzado asoma y la manga larga del blanco puño […] y cuello de alamares. Sentada en una silla de mimbre y sosteniendo en sus brazos a la nieta.”

### Educación

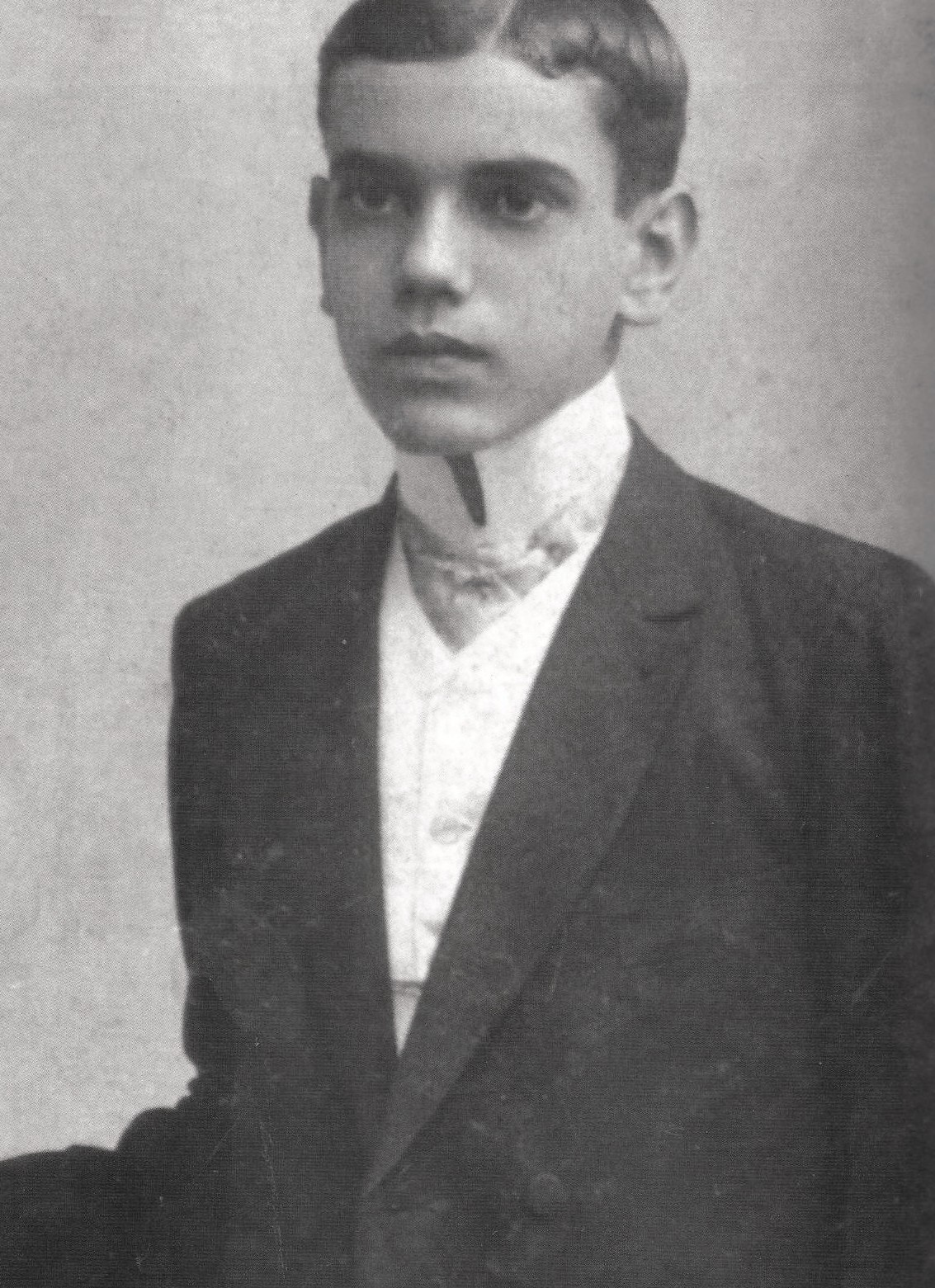
El joven Adolfo Tomás Ruiz Cortines en sus años de estudiante en el colegio jesuita del cura Joaquín Díaz, quien le enseñó el esmero formal del lenguaje y le inculcó un gran sentido de honestidad y responsabilidad.

Su madre le enseñó las primeras letras en su casa a los tres años de edad. En 1894, por costumbre de seguir a todos lados a su hermana María, asistió a la denominada “Escuela Amiga”, institución educativa fundada bajos las normas pedagógicas de Enrique C. Rébsamen. La escuela estaba situada en un local anexo al templo de La Pastora. Luego pasó al colegio de los jesuitas, ubicado en la calle Manuel Gutiérrez Zamora número 15, dirigido por el sacerdote Joaquín Jerónimo Díaz y el profesor Florencio Veyro. El 21 de septiembre de 1901, sin haber cumplido los 12 años, se inscribió en el Instituto Veracruzano, donde hizo estudios de contabilidad. Ahí serían sus maestros Esteban Morales, José Miguel Macías, Cayetano Rivera y Julio S. Montero.
De sus maestros, Ruiz Cortines aprendió mucho. El sacerdote Jerónimo Díaz le enseñó que “lo supremo en la vida es el ser honrado y honesto"; el español Esteban Morales lo orientó respecto al “significado del liberalismo y de la lucha del pueblo para modernizar al país” y el cubano Cayetano Rivera le enseñó “consideraciones relativas al valor del uso racional e inteligente del dinero, de los prejuicios familiares y sociales y del despilfarro y, en contraparte, de los efectos constructivos de la voluntad del ahorro en beneficio personal y de la familia”; enseñanzas que llevaría a la práctica durante toda su vida.
Aunque siempre le atrajo la idea de hacer una carrera profesional, las circunstancias no se lo permitieron. A fines de 1905, a los 16 años, abandonó el Instituto Veracruzano para responsabilizarse del sostenimiento económico de su familia, que atravesaba por una difícil etapa de restricción monetaria. Entró a trabajar como ayudante de contador en la empresa comercial de ropa propiedad del español Julián Aragón y Sobrino en Veracruz, donde aprendió a conciencia la teneduría de libros y donde laboró hasta finales de 1912.

### Juventud
En sus tiempos de estudiante en el Instituto Veracruzano, además de lecciones morales, el profesor cubano Cayetano Rivera, un intenso practicante del béisbol, transmitió a Ruiz Cortines su afición por el juego. De él, el joven Adolfo aprendió los secretos del béisbol, las estrategias de las jugadas, la unidad, la importancia de estar “en el lugar adecuado” que marca la jugada.
Durante el tiempo que fue empleado del almacén de Aragón, solía ir con un grupo de compañeros de trabajo a La Sirena, ubicado en la esquina de Aquiles Serdán y Zaragoza, un lugar donde servían el famoso café de ‘Greca´. Asistía a las tertulias de la época y después, comenzó a asistir al café La Parroquia, donde empezó aficionarse por el dominó. El pintor David Alfaro Siqueiros lo describe como “un embrión de dandy porteño” en esta etapa de su vida. Ruiz Cortines frecuentaba los prostíbulos del puerto, donde lo conocían como “El Faquir”, y bailaba danzón en el salón Villa del Mar, donde lo apodaban “El Cintura Brava”.

## Carrera militar
En 1908, el libro La sucesión presidencial en 1910 de Francisco I. Madero, lo motivó a reconsiderar la situación política imperante. La Revolución mexicana estalló el 20 de noviembre de 1910, los nombres de Abraham González, Francisco Villa y Pascual Orozco cobraban fama en el norte del país. Desde el malecón, Ruiz Cortines presenció el embarque del derrocado presidente Porfirio Díaz hacia el exilio a bordo del buque alemán “Ypiranga”.
En 1912, a los 23 años, abandonó el puerto de Veracruz y marchó a la Ciudad de México, donde alquiló un pequeño cuarto en una casa de huéspedes en el número veinte de la calle de los Medina en el centro histórico. Durante su estancia en la capital, a Ruiz Cortines lo sorprendió la Decena Trágica de 1913.
Luego de la caída y asesinato de Francisco I. Madero, y con el ascenso de Victoriano Huerta al poder, Ruiz Cortines se enroló a las filas revolucionarias por la vía civil bajo las órdenes del ingeniero Alfredo Robles Domínguez, a quien Venustiano Carranza había nombrado para organizar las fuerzas constitucionalistas en el centro y el sur de la República. El 18 de agosto de 1914, Carranza nombró al ingeniero Robles Domínguez gobernador del Distrito Federal. Ruiz Cortines, ya con el grado de capitán segundo, formó parte de su cuerpo de ayudantes. Después continuó con las mismas funciones con el general Heriberto Jara, gobernador sustituto de Robles Domínguez nombrado el 19 de septiembre del mismo año. En noviembre de 1914 acompañó a Jara para ocupar la plaza de Veracruz que abandonaban las tropas estadounidenses.
Se afirma que Ruiz Cortines había trabajado en la Aduana de Veracruz durante la intervención norteamericana, al servicio de las tropas invasoras. La firma de un Adolfo Ruiz C. entre los pagadores que sirvieron a las fuerzas de ocupación le atrajo ataques a lo largo de su vida política, sobre todo cuando resultó candidato presidencial en 1952. Militando bajo las órdenes del general Jacinto B. Treviño, Ruiz Cortines asistió a la Batalla de El Ébano, donde combatieron las tropas villistas. El 31 de diciembre de 1915 contrajo matrimonio en la Ciudad de México con Lucía Carrillo Gutiérrez, con quien tuvo tres hijos: María Cristina (1917–1940), Lucía (1919–2008) y Adolfo (1922–1962). Pasó a ser ayudante del Estado Mayor de la brigada del general Francisco de Paula Mariel, donde sirvió como pagador del ejército.
Fue ascendido a capitán primero y participó en la campaña de Tehuantepec contra las tropas del traidor Alfonso Santibáñez. En 1917 fue nombrado ayudante del general Heriberto Jara, entonces Gobernador y Comandante Militar de Veracruz con residencia en Orizaba. De 1917 a 1919 se desempeñó como secretario particular de Treviño, entonces diputado a la XXVII Legislatura Federal. En 1920 se unió al Plan de Agua Prieta. El 19 de mayo de ese mismo año, y con el derrocamiento del gobierno de Venustiano Carranza, el Mayor Adolfo Ruiz Cortines marchó desde Aljibes hasta la Ciudad de México custodiando el tesoro nacional (150 millones de pesos oro) en el Tren Olivo. Ruiz Cortines se encargó de entregárselo notarialmente al nuevo presidente de México, Adolfo de la Huerta.
Para 1926, desempeñándose como pagador de la Comandancia Militar de México, a los 37 años de edad, Ruiz Cortines pidió su retiro del ejército. Él fue el último presidente en participar en la Revolución mexicana. Ese mismo año fue distinguido con la condecoración de "Veteranos de la Revolución, segundo periodo: años de 1913-1916".

## Carrera política
Durante la breve estancia del general Jacinto B. Treviño en la Secretaría de Industria y Comercio, Ruiz Cortines ocupó la secretaría particular. En 1922 entró a trabajar para el sonorense Manuel Padrés en la oficina de reorganización de los Ferrocarriles Nacionales de México. En esa época, el presidente Álvaro Obregón creó el Departamento Autónomo de Estadística Nacional que fue presidido por Padrés. En 1925 tomó durante tres meses un curso de estadística impartido por el economista Daniel Cosío Villegas. En 1926 es ascendido a director de Estadística Nacional. Más tarde trabajó en la Comisión Revisora de Hojas de Servicio Militar, de la que era jefe el general Treviño.
A principios de los años 30, Ruiz Cortines participó en una Convención Nacional de Migración. Entre 1934 y 1935, se dedicó a la redacción de varios artículos técnicos en la revista Crisol y en el diario "El Nacional", donde escribía sobre la deseable autonomía política del Departamento de Estadística, la necesidad de descongestionar las grandes metrópolis y la importancia de crear una conciencia demográfica a los habitantes del país.
En 1930, Ruiz Cortines escribió para Crisol “Nuestras reuniones de estadística”, “Conozcamos nuestra agricultura y ganadería” y “La sociedad gravita sobre un tercio de sí misma”. En 1931 fueron publicadas sus columnas “Nuestra decantada criminalidad es un mito”, “Dónde hay un pan, hay un hombre” y “Autonomía indispensable para el Departamento de Estadística”. En 1932 escribió “La población y su política” y en 1934 “México y la política de población”. En 1935, el VII Congreso Científico Americano premió su trabajo estadígrafo titulado "Necesidad de una sabia política de población". Como recordara su amigo Hesiquio Aguilar Marañón, "Ruiz Cortines era afecto a dar estadísticas de todo."

### Oficial Mayor del Departamento del Distrito Federal, 1935

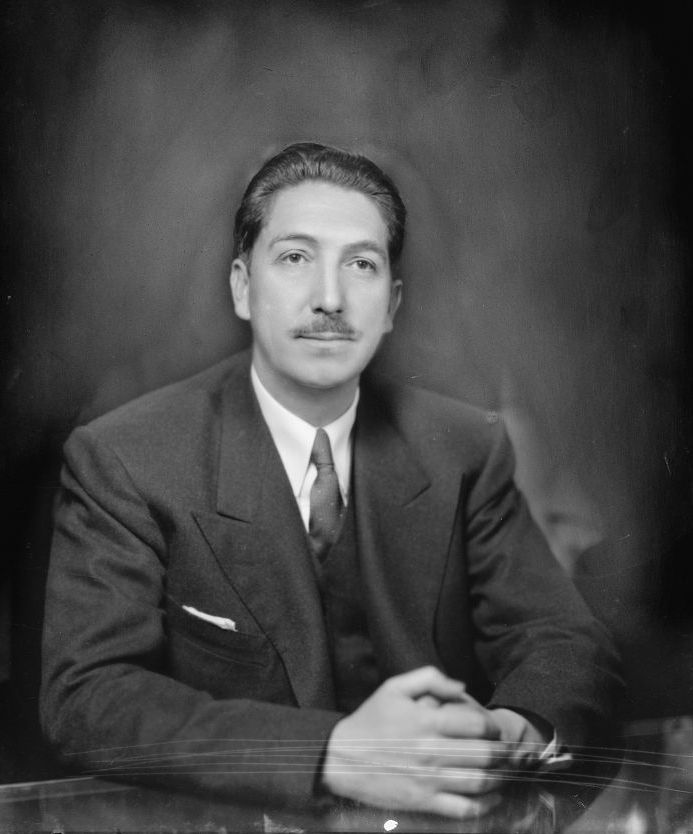
Siendo Oficial Mayor del Departamento del Distrito Federal, Ruiz Cortines conoció y se hizo amigo de Miguel Alemán Valdés, entonces magistrado del Tribunal Superior de Justicia.

En 1935, se divorció de su esposa Lucía. Ese mismo año, a los cuarenta y cinco años, Ruiz Cortines comenzó su carrera política como Oficial Mayor del Departamento del Distrito Federal. Además de los asuntos administrativos, técnicos y políticos, en el DDF tuvo que enfrentarse con 73 organizaciones burocráticas.
Fue en el DDF donde conoció y entabló amistad con Miguel Alemán Valdés, un joven abogado que se desempeñaba como Magistrado del Tribunal Superior de Justicia, y a quien él había conocido por medio del licenciado Fernando López Arias. A la larga, Alemán se convertiría en un pilar importante en la carrera administrativa de Ruiz Cortines.

### Participación en el gobierno de Manuel Ávila Camacho, 1937-1944

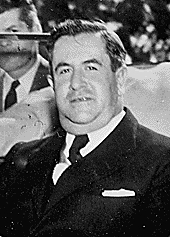
Ruiz Cortines fue tesorero durante la campaña presidencial de Manuel Ávila Camacho, quien al asumir la Presidencia de la República, lo nombró Oficial Mayor de la Secretaría de Gobernación.

En 1936, Ruiz Cortines perdió la precandidatura para la gubernatura de Veracruz. Al año siguiente contendió con éxito para diputado al Congreso de la Unión, en la XXXVII Legislatura, por el distrito de Tuxpan. Durante las elecciones el ingeniero Enrique Barón, candidato de oposición, lo acusó de haber servido a las fuerzas de ocupación estadounidenses en Veracruz durante 1914, algo que el candidato Ruiz Cortines desmintió públicamente. En 1939, se desató la lucha por la sucesión presidencial. El Partido de la Revolución Mexicana postuló al general Manuel Ávila Camacho como su candidato; el entonces gobernador Miguel Alemán pidió licencia al estado para dirigir el Comité Pro Ávila Camacho e invitó a Adolfo para encargarse de la tesorería de la misma. Cuando Alemán dejó el cargo, el licenciado Fernando Casas Alemán quedó en su lugar; a fines de enero de 1940 Ruiz Cortines fue nombrado Secretario de Gobierno de Veracruz.
El 1 de diciembre de 1940 el general Manuel Ávila Camacho asumió la presidencia de la República y designó a Miguel Alemán secretario de Gobernación, y este, por su parte, nombró a Ruiz Cortines Oficial Mayor en dicha secretaría, donde laboró hasta abril de 1944. A principios de 1941 contrajo matrimonio con María Izaguirre, viuda y divorciada de su segundo matrimonio.

### Gobernador de Veracruz, 1944-1948

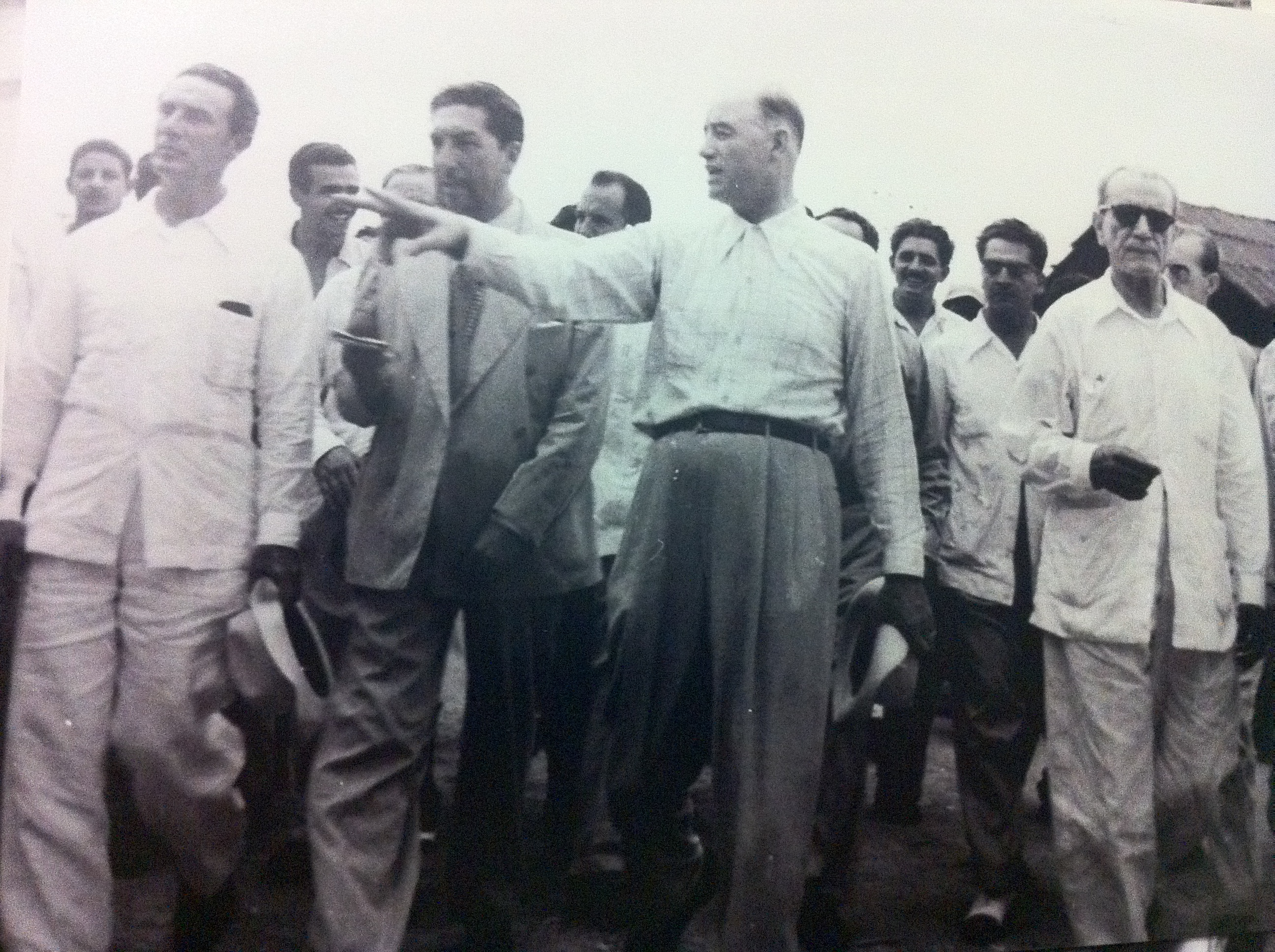
Adolfo Ruiz Cortines, Miguel Alemán Valdés y Manuel Suárez y Suárez en Veracruz.

En la Convención del Partido de la Revolución Mexicana, celebrada el 20 de abril de 1944, en el Cine Radio de la ciudad de Xalapa, Ruiz Cortines protestó como candidato a gobernador de Veracruz. Visitó todas las regiones y pueblos del territorio veracruzano. El 1 de diciembre de ese mismo año, con el lema de "Unidad Veracruzana", tomó posesión del Gobierno de Veracruz. Durante su gestión, entre otras acciones de su gobierno, nacieron las juntas de Mejoramiento Moral, Cívico y Material.
"Se le ocurrió que pidiendo la cooperación ciudadana se podían hacer muchas cosas, y comenzó diciéndoles: organícense en juntas de vecinos, en grupos para que las obras más urgentes [...] el gobierno no puede solo [...] cooperen con trabajo, con materiales [...] por cada peso que ustedes pongan y administren, el estado coopera con otro peso [...] Fue un gran acierto [...] en Veracruz las juntas no han desaparecido nunca."
Durante su administración, el gobernador Ruiz Cortines:
- Creó el Departamento para Estudios Técnicos.[31]
- Instituyó el Departamento de Antropología.
- Estableció el sistema de riego en La Esperanza y la Comisión de Zonificación y Planificación del Estado.[31]
- Reglamentó los fraccionamientos urbanos.
- Creó plazas de agrónomos regionales.
- Propuso una reforma a la Constitución local para que la mujer participara en la función electoral y municipal.[31]
- Pacificó el campo veracruzano, construyó escuelas, carreteras y revisó los sistemas impositivos.
- Erradicó la corrupción y duplicó los fondos fiscales.[46]

### Secretario de Gobernación, 1948-1951
El primer secretario de Gobernación del presidente Miguel Alemán Valdés, el doctor e historiador Héctor Pérez Martínez, falleció sorpresivamente de un padecimiento cardiaco el 12 de febrero de 1948. A su muerte, Ruiz Cortines pidió licencia en su estado y ocupó la secretaría. Su recomendación venía del expresidente Manuel Ávila Camacho, quien sentía por él gran aprecio. Durante su paso por la Secretaría de Gobernación, Ruiz Cortines atendió a las diferentes organizaciones privadas, empresarios, gobernadores, senadores, líderes agrarios, obreros, profesionistas y diputados locales y federales. Conocía a fondo las necesidades de los diferentes sectores sociales, logrando con ello llevar a cabo grandes resultados en materia de política interior.

### Elecciones presidenciales de 1952

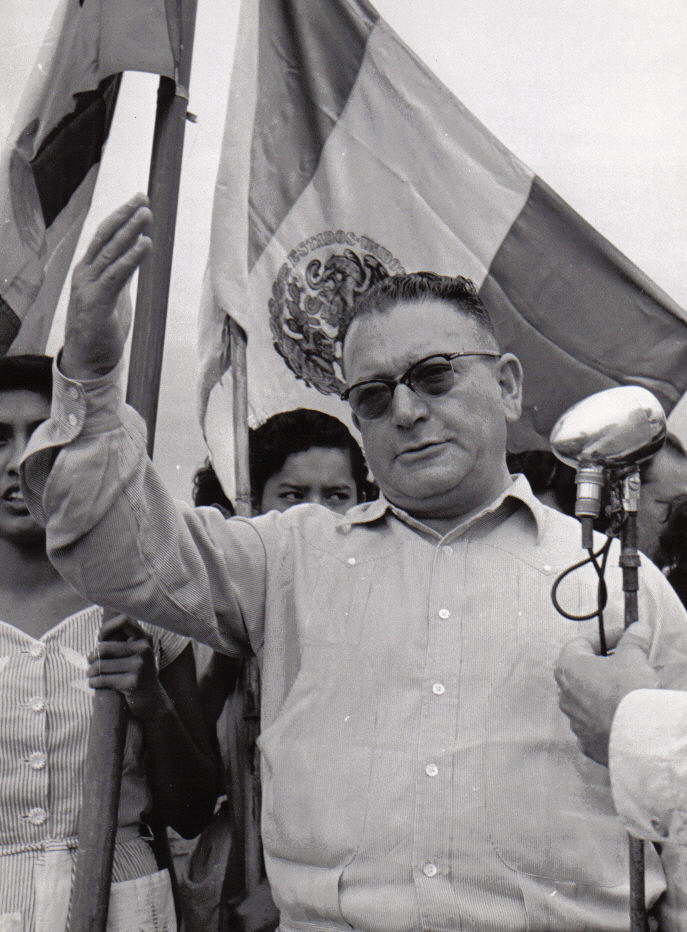
El general Miguel Henríquez Guzmán, candidato de oposición cuya candidatura era respaldada por el Partido Constitucionalista Mexicano y la Federación de Partidos del Pueblo Mexicano. Tras la derrota en los comicios de 1952, promovió manifestaciones entre sus partidarios, mismas que fueron sofocadas con violencia por el gobierno de Miguel Alemán.

Desde mediados de 1949 comenzó a sentirse la agitación con motivo de la sucesión presidencial. El presidente Miguel Alemán tenía la idea de reelegirse o de extender su mandato presidencial, tal y como lo hiciera Plutarco Elías Calles. Cuando los generales Lázaro Cárdenas y Manuel Ávila Camacho en voz de Abelardo Rodríguez declararon el 3 de agosto de 1951 para “Excélsior” que no creían que “sea conveniente para el país la ampliación del periodo presidencial ni la reelección.”

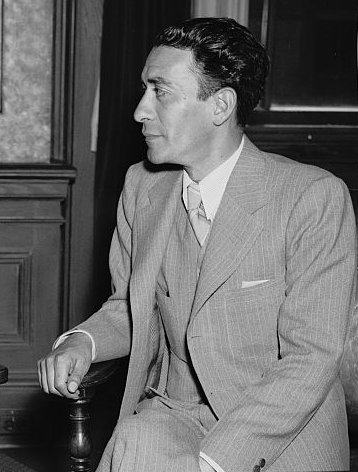
El líder sindicalista Vicente Lombardo Toledano, candidato postulado por el Partido Popular y apoyado por el Partido Comunista Mexicano. Recibió el apenas 1.98% de los votos emitidos en las elecciones del 6 de julio de 1952.

Ante la negativa de muchos políticos importantes y de colaboradores cercanos a él, Miguel Alemán parecía inclinarse por la candidatura de Fernando Casas Alemán, posibilidad que fue rechazada por algunos hombres públicos con quien el candidato se había enemistado. Según comenta Daniel Cosío Villegas “la selección final no se realizó entre el grupo mayor del gabinete, sino dentro del reducidísimo de los amigos íntimos.”
Miguel Alemán terminó por inclinarse hacia la candidatura de Ruiz Cortines, su secretario de Gobernación quien, aunque no pertenecía al grupo de los presidenciables, no se creía que tuviera posibilidades por su avanzada edad y porque se consideraba que no tenía un buen estado de salud física.
En sus propias palabras, el propio Ruiz Cortines afirmó alguna vez que Alemán lo había escogido como candidato porque pensaba que por su edad, podía morir en cualquier momento del sexenio, dejando de esta manera libre al expresidente Miguel Alemán para reanudar funciones como Jefe del Ejecutivo.
El 14 de octubre de 1951, Ruiz Cortines rindió la protesta como candidato a la presidencia por el Partido Revolucionario Institucional, PRI, en una ceremonia en el Estadio Olímpico de la Ciudad de los Deportes a la que asistieron cerca de cien mil espectadores. Se lanzó a recorrer la República Mexicana adoptando el lema de “Austeridad y Trabajo”. Durante su estadía en Yucatán como candidato, tuvo un efímero romance con Flor Campos, unión de la cual nació su hija Flor Ruiz Campos a principios de la década de 1950.
A lo largo de su campaña pronunció 34 discursos, donde en 21 ocasiones trató el tema de las mujeres y sus derechos electorales. A Ruiz Cortines le preocupaba consolidar la unidad de los mexicanos, quería moralizar la administración pública para lograr la confianza de los mexicanos en el Poder Ejecutivo. Prometía elevar el nivel de vida del pueblo, combatir los monopolios, los acaparamientos, la escasez, la carestía de los productos, imponer sanciones penales a los corruptos, conseguir la disminución del precio de la ropa y resolver el problema de la vivienda.
Estaba decidido a multiplicar el trabajo y aumentar la riqueza nacional, impulsar la producción agrícola y ganadera, conservar los recursos naturales y lograr la industrialización del país. Prometía combatir el analfabetismo y atender la superación de los maestros.
Para las elecciones de 1952, los candidatos de oposición eran el general Miguel Henríquez Guzmán, cuya candidatura fue respaldada por el Partido Constitucionalista Mexicano y la Federación de Partidos del Pueblo Mexicano, creada en enero de 1951. Por el Partido Acción Nacional estaba el licenciado Efraín González Luna y el sindicalista Vicente Lombardo Toledano, quien fue postulado por el Partido Popular y apoyado por el Partido Comunista.
Las elecciones se llevaron a cabo el 6 de julio de 1952 en medio de una estricta vigilancia militar. En el Distrito Federal la mayoría de los representantes de la oposición no fueron aceptados por los presidentes de casilla, casi siempre aduciendo que su nombramiento no estaba debidamente acreditado; en muchos casos, las autoridades de las casillas realizaron el conteo de los votos sin permitir el acceso a la oposición o sin darle a sus representantes copia de las actas de escrutinio, especialmente cuando la votación favorecía a la oposición, ocurrieron bloqueos de carreteras para evitar el voto de los henriquistas, el robo y la falsificación de actas electorales y el relleno de urnas. Al concluir la jornada electoral, el PRI anunció su triunfo en las elecciones y los henriquistas protestaron con una manifestación que fue violentamente sofocada por órdenes del presidente Miguel Alemán. Finalmente, ese mismo día por la noche, los organismos electorales de la Secretaría de Gobernación informaron que el ganador era Adolfo Ruiz Cortines.
| Candidato presidencial | Partido                                    | Estado   | Voto popular | Voto popular |
| Candidato presidencial | Partido                                    | Estado   | Conteo       | Porcentaje   |
| ---------------------- | ------------------------------------------ | -------- | ------------ | ------------ |
| Ruiz Cortines          | Revolucionario Institucional               | Veracruz | 2,713,745    | 74.31%       |
| Henríquez Guzmán       | Federación de Partidos del Pueblo Mexicano | Coahuila | 579 745      | 15.88%       |
| González Luna          | Acción Nacional                            | Jalisco  | 288 555      | 7.82%        |
| Lombardo Toledano      | Popular                                    | Puebla   | 72 482       | 1.98%        |

El colegio electoral de la Cámara de Diputados declaró la validez de las elecciones y al ciudadano Adolfo Ruiz Cortines como presidente constitucional para el periodo 1952–1958 el 12 de septiembre. La declaratoria fue publicada al día siguiente en el Diario Oficial de la Federación.

## Presidente de México (1952-1958)

### Protesta

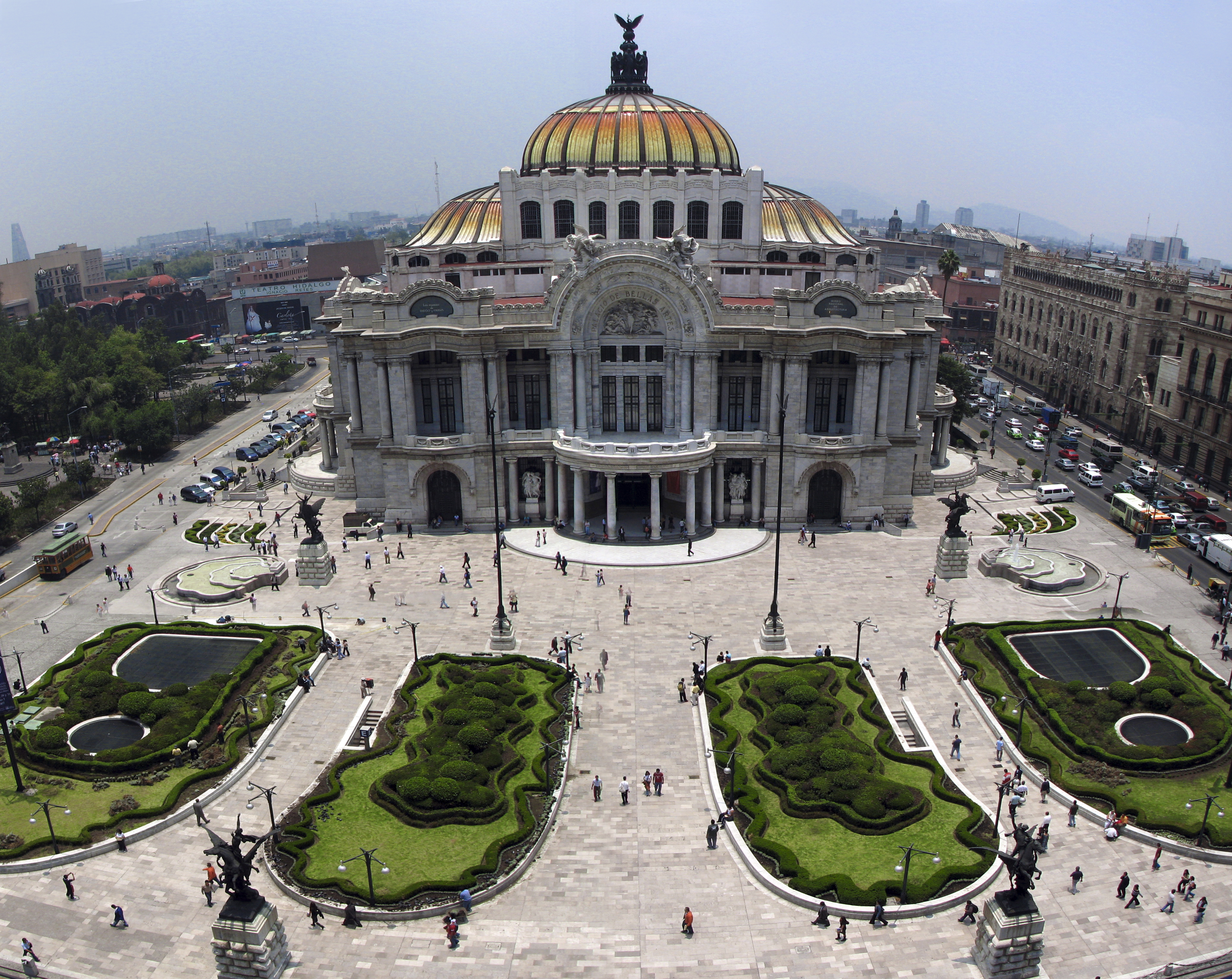
Ruiz Cortines tomó posesión del cargo la mañana del lunes 1 de diciembre de 1952 en el Palacio de Bellas Artes.

Ruiz Cortines ocupó la silla presidencial a los 62 años de edad. Tomó posesión del cargo la mañana del lunes 1 de diciembre de 1952 en una ceremonia austera, principal característica de él, celebrada en el Palacio de Bellas Artes convertido en recinto oficial. Después de la ceremonia resonaron veintiún cañonazos y a las 12:30 p. m. inició un desfile militar en el que quince mil hombres, entre los que destacaban cadetes del Colegio Militar, desfilaron por las principales avenidas de la capital rumbo a la plaza de la Constitución, hasta llegar al balcón central del Palacio Nacional.
Ahí Ruiz Cortines se encontraba acompañado de su gabinete, las delegaciones y embajadas extranjeras que vinieron a la ceremonia, representantes de los poderes Legislativo y Judicial y altos jefes del Ejército y la Armada. La Catedral Metropolitana de la Ciudad de México hizo sonar sus campanas. Durante dos horas sobrevolaron la ciudad dieciséis escuadrillas y dos escuadrones de la Fuerza Aérea Mexicana para mostrarle su apoyo al nuevo presidente.
En su discurso inaugural, Ruiz Cortines habla sobre la justicia social. Recordó la "escasez de los recursos nacionales y la necesidad de usarlos con razonada moderación."
Destacó las carencias de los ciudadanos y habló de un plan de emergencia "para poner al alcance del pueblo el maíz, el frijol, el azúcar o el piloncillo, las grasas comestibles, la manta, la mezclilla y el percal" y afirmó que sus colaboradores "se sujetarían a patrones de honestidad administrativa y preocupación patriótica más rígidos que nunca."

### Gabinete
La misma mañana de la toma de posesión, su secretario particular dio a conocer el nombre de sus colaboradores para los siguientes seis años. Su gabinete no lo integró con jóvenes o profesionistas, si no por hombres experimentados y capaces, ajenos al expresidente Miguel Alemán. Ruiz Cortines buscaba en ellos una cualidad: la cultura de servir al pueblo y no servirse de él.
Otros cargos importantes a nivel de gabinete:
- Jefe del Departamento del Distrito Federal[65]
  - Ernesto P. Uruchurtu (1952–1958)
- Jefe del Departamento Agrario y Colonización[65]
  - Cástulo Villaseñor Luquín (1952–1958)
- Procurador General de la República[65]
  - Carlos Franco Sodi (1952–1955)
  - José Luis Guitérrez Gutiérrez (1955)
  - José Aguilar y Maya (1955-1958)
- Procurador de Justicia del Distrito y Territorios Federales[65]
  - Guillermo Aguilar y Maya (1952–1956)
  - Ignacio Acosta Fuentes (1956-1958)
- Secretario de la Presidencia[65]
  - Enrique Rodríguez Cano (1952–1958)
- Secretario Particular del Presidente
  - Salvador Olmos (1952–1958)
- Comandante de la Fuerza Aérea[66]
  - Alberto Viétiz (1952-1954)
  - General Brigadier Alfonso Cruz Rivera (1954-1958)
- Director de la Comisión Federal de Electricidad[67]
  - Carlos Ramírez Ulloa (1952-1958)
- Director General de Pensiones Civiles de Retiro[68]
  - Nicolás Pizarro Suárez (1952-1958)
- Director General de Ferrocarriles Nacionales de México[69]
  - Roberto Amorós Guiot (1952-1958)
- Director del IMSS
  - Antonio Ortiz Mena (1952-1958)

Durante su gobierno, el gabinete de Ruiz Cortines sufrió algunas modificaciones. El secretario de Comunicaciones y Obras Públicas, el arquitecto Carlos Lazo Barreiro murió el 5 de noviembre de 1955. El día 8 fue sustituido por el arquitecto Walter Cross Buchanan. El secretario de Marina, el general Rodolfo Sánchez Taboada, falleció en el ejercicio del cargo el 2 de mayo de 1955. Su cargo lo ocuparía el ingeniero naval Alfonso Poire Ruelas de mayo a julio de 1955, el almirante Roberto Gómez Maqueo de julio de 1955 a junio de 1958 y el almirante Héctor Meixueiro Alejandre de junio a diciembre de 1958. El último cambio que hubo fue en la Secretaría de Recursos Hidráulicos; el arquitecto Eduardo Chávez renunció el 25 de abril de 1958 y fue sustituido por el ingeniero Luis Echegaray Bablot.

### Bienes patrimoniales

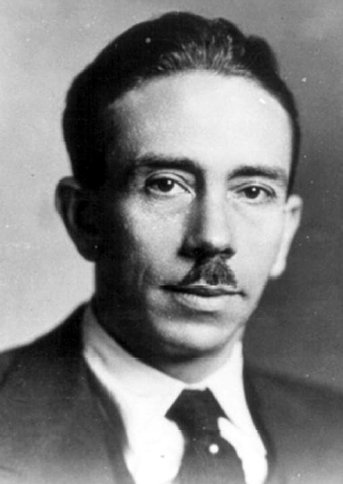
El doctor Gustavo Baz fue el encargado en practicarle a Ruiz Cortines una cirugía de apéndice en diciembre de 1952.

Al día siguiente de anunciar su gabinete, el 2 de diciembre de 1952, Ruiz Cortines ordenó publicar la lista completa de sus bienes personales:
- Una casa en la Ciudad de México.
- Un rancho en Veracruz del que era copropietario.
- Un automóvil marca Lincoln modelo 1948.
- El coche de su esposa, unos ahorros modestos en el banco y su mobiliario.

El valor total de sus propiedades ascendía a $34,000 dólares. Ruiz Cortines exigió a los 250 mil funcionarios públicos que hicieran sus declaraciones patrimoniales, mismas que se verificaron al inicio y al término del sexenio en 1958.

### Problemas de salud
Adolfo Ruiz Cortines no se había distinguido por un estado físico saludable. Solo un reducido grupo de personas se enteró de que, cinco semanas después de su toma de posesión, fue intervenido quirúrgicamente al realizarle una extracción del apéndice el doctor Gustavo Baz, y a quien le negó que le aplicara anestesia general. Para que no se diera cuenta la prensa ni sus gobernados, Ruiz Cortines mandó a improvisar un quirófano en su residencia de San José Insurgentes, donde tuvo su convalecencia.

### Política interna
Al iniciar su administración, Ruiz Cortines se centró en el objetivo de proyectar una nueva imagen del poder presidencial, desprestigiado por el régimen de Miguel Alemán y por la idea generalizada de que este presidente impulsó la economía omitiendo las políticas de beneficio social. Aunque Alemán había logrado un auge en la economía mexicana, el descontento general del pueblo era evidente por la corrupción de los funcionarios públicos, quienes en el sexenio alemanista eran empresarios que se habían enriquecido enormemente. Mientras tanto, el nivel de vida de las clases trabajadoras sufrió un considerable deterioro.

### Políticas de austeridad y moralización
En busca de una política que contrastara con el régimen de Miguel Alemán Valdés, Ruiz Cortines buscó dar solución a la problemática social y dio inicio a una nueva era de austeridad y moralización. Se modificó la ley referente a la responsabilidad de servidores públicos, que apuntaban de forma indirecta a ser corruptos, al proponer Ruiz Cortines que dichos funcionarios declararan sus bienes antes de iniciar sus labores y que se pudiera investigar el origen de la fortuna de quienes poseyeran propiedades superiores a sus ingresos económicos.
La ley reglamentaria del artículo 28 constitucional sufrió una reforma en materia de monopolios: se sancionaría con más severidad a las personas que monopolizaran artículos de primera necesidad. Durante 1953 se efectuaron multas a comerciantes por violaciones a los precios fijados en dichos artículos, que ascendieron a la cantidad de $16,242 pesos y que reflejaron la severidad del gobierno de Ruiz Cortines. Al poco tiempo ordenó la suspensión de todos los pagos a los contratistas del gobierno para revisar el estado de cada proyecto. Reportó ante la Secretaría de Comunicaciones y Transportes la recepción de una factura respecto a una carretera de 120 kilómetros que no existía; inmediatamente ordenó que se multara al contratista con el triple de la suma que pretendía cobrar.
El gobierno ruizcortinista decidió reducir el gasto público ajustándose a los ingresos corrientes, con el propósito de lograr el saneamiento de las finanzas públicas y combatir la inflación. En ese momento, los empresarios estaban desconcertados por el nuevo estilo de gobierno, temiendo que sus posibilidades de ganancia se vieran afectadas en el momento en que la economía mexicana atravesaba por una crisis. Esto propició la incertidumbre en la industria privada y la fuga de capitales. En 1953 se redujo la inversión privada, Ruiz Cortines reorientó su política hacia el impulso de la producción.

### Voto de la mujer

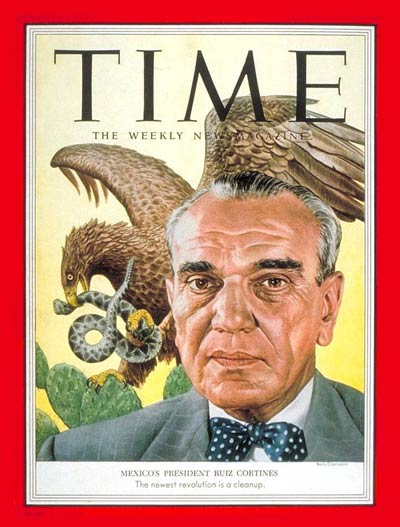
Adolfo Ruiz Cortines en la portada de la revista Time del 14 de septiembre de 1953 después de haber sido elegido presidente. Fue el sexto presidente mexicano en aparecer en la portada de la prestigiosa revista.

La lucha de la mujer por obtener sus derechos de votación y de tomar decisiones comenzó en el mundo hace varios siglos. En México, las primeras manifestaciones de ello se dieron entre 1884 y 1887, cuando una revista escrita exclusivamente para mujeres, demandó el sufragio femenino. También durante la Revolución Mexicana, muchas mujeres simpatizantes del movimiento de Francisco I. Madero exigieron, sin obtener resultados, su derecho a votar.
En el año de 1937 el presidente Lázaro Cárdenas solicitó a la Cámara de Senadores la iniciativa para reformar el artículo 34 constitucional para que las mujeres obtuvieran la ciudadanía. En 1938 la reforma fue aprobada por los senadores y por la mayoría de los estados. El 24 de diciembre de 1946, la Cámara de Diputados aprobó la iniciativa propuesta por Miguel Alemán Valdés, en la que se modificaba el artículo 115 constitucional para que las mujeres participaran en las elecciones municipales en igualdad de condiciones que los hombres, con el derecho al voto y a ser elegidas. La ley entró en vigor el 12 de febrero de 1947.
En un discurso que dio como candidato el 6 de abril de 1952 en el parque 18 de Marzo de la Ciudad de México, Ruiz Cortines se comprometió ante las 20 mil mujeres asistentes a que “si el voto nos favorece en los próximos comicios, nos proponemos iniciar ante las Cámaras las reformas legales necesarias para que la mujer disfrute los mismos derechos políticos del hombre”.
Ya como presidente, Ruiz Cortines envío su iniciativa el 9 de diciembre de 1952; misma que fue aprobada inmediatamente y por unanimidad por el Congreso de la Unión. El 17 de octubre de 1953, el presidente Ruiz Cortines cumplió su promesa y promulgó las reformas constitucionales que otorgaron el voto a las mujeres en las elecciones federales. Ese mismo día se publicó en el Diario Oficial de la Federación la reforma del artículo 34 constitucional:

“Son ciudadanos de la República los varones y las mujeres que, teniendo la calidad de mexicanos reúnan además los siguientes requisitos: haber cumplido 18 años de edad, siendo casados, o 21 si no lo son y tener un modo honesto de vivir.”.

Luchadoras sociales e intelectuales asistieron al recinto parlamentario para estar presentes en el momento histórico. Entre ellas estaban Elvia Carrillo Puerto, quien luchó su vida entera para alcanzar el propósito, Adelina Zendejas, Adela Formoso de Obregón Santacilia, María Lavalle Urbina y Amalia Castillo Ledón. Luego se le rindió un homenaje a Ruiz Cortines en el Palacio de Bellas Artes.
Para las elecciones federales del 3 de julio de 1955, donde se deberían de elegir diputados, senadores y siete gobernadores; las mujeres acudieron por primera vez a las urnas de votación. La primera en depositar su voto fue su esposa María de los Dolores Izaguirre. Resultaron elegidas diputadas Remedios Albertina Ezeta por el estado de México; Margarita García Flores por Nuevo León, Guadalupe Ursúa Flores por Jalisco y Marcelina Galindo Arce por Chiapas.

### Conflictos sociopolíticos

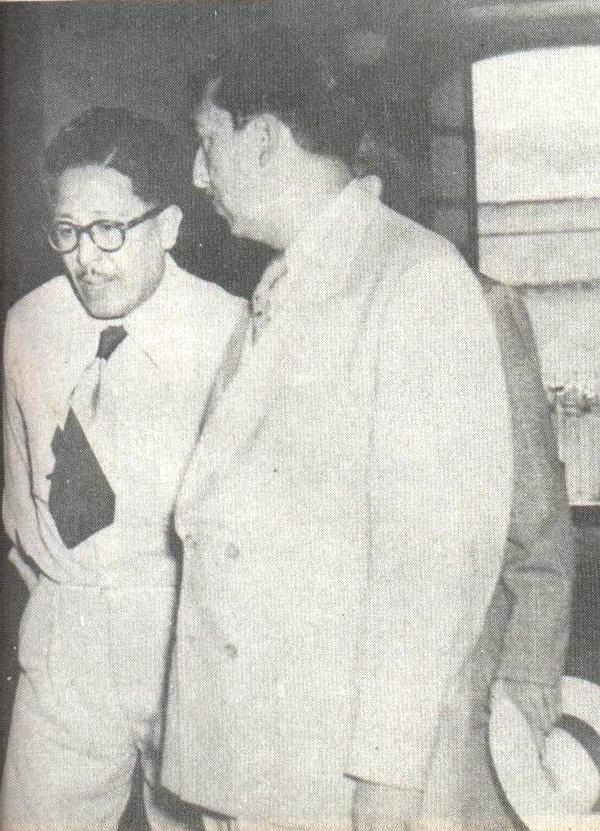
En el sexenio de Ruiz Cortines, varios gobernadores de distintas entidades del país estaban en contra de él porque no les gustaba la forma de gobierno que había implementado. Uno de los gobernadores que fue destituido de su cargo durante su sexenio fue el Gobernador de Guerrero Alejandro Gómez Maganda, gran amigo del expresidente Miguel Alemán.

Los dirigentes del PRI colaboraron en la disolución del movimiento henriquista, lo cual sucedió en febrero de 1954. Varios estados no estaban de acuerdo con su gobierno, motivo por el cual Ruiz Cortines impuso disciplina para remover a los disidentes: el gobernador de Yucatán Tomás Marentes Miranda dimitió al cargo el 15 de junio de 1953 y el de Guerrero Alejandro Gómez Maganda hizo lo mismo el 20 de mayo de 1954. El 22 de marzo de 1955, Manuel Bartlett Bautista renunció a su cargo como gobernador de Tabasco; el 9 de agosto del mismo año, Ruiz Cortines exigió la renuncia del gobernador de Chihuahua, Óscar Soto Maynez. Otro gobernador de oposición fue el del estado de Oaxaca, el general Manuel Cabrera Carrasqueado, quien murió de un padecimiento cardiaco el 1 de octubre de 1955. Al final el sexenio, como dice Krauze, Ruiz Cortines tenía "veintiocho gobernadores fieles de veintinueve posibles."
En abril de 1952 fue creada la Confederación Revolucionaria de Obreros y Campesinos, asociación que se afilió al PRI, y que pronto entró en disputa con la CTM. En un intento por lograr la unificación de los obreros, el gobierno propició la formación del Bloque de Unidad Obrera, que por un tiempo logró aglomerar centrales y sindicatos con diferencias entre ellos.
Los generales Marcelino García Barragán, Miguel Henríquez Guzmán, Celestino Gasca y Francisco J. Múgica mantuvieron una relación distanciada con el gobierno de Ruiz Cortines pues, además de estar inconformes con su administración, tenían la idea de retomar las armas nuevamente. Con algunos militares Ruiz Cortines tomó medidas severas: disolvió la Federación de Partidos del Pueblo Mexicano, a donde los generales se encontraban afiliados; se les expulsó del PRI y se les dio de baja del Ejército Mexicano.
Durante su administración, la proporción del presupuesto destinado al ejército se redujo de 9.7 a un 8%. Otros viejos generales de la Revolución Mexicana, como Jacinto B. Treviño y Juan G. Barragán, se aliaron para formar el Partido Auténtico de la Revolución Mexicana. Ruiz Cortines les facilitó el registro, siendo él mismo quien se los concediera.

#### Problema agrario
En el sexenio de Ruiz Cortines disminuyó considerablemente el reparto agrario ya que solo se habían concedido 3.5 millones de hectáreas entre 1952 y 1958, pues ya no había muchas tierras que el gobierno pudiera repartir. [cita requerida] A principios de 1958, los disgustados jornaleros y campesinos del norte del país iniciaron una época de invasión a las propiedades privadas, donde sus dueños eran en realidad latifundios.
En Sinaloa, Baja California, Sonora y la Comarca Lagunera; miles de campesinos invadieron tierras particulares para revelar a los latifundios, dándose el caso donde algunos invasores eran obligados a abandonar los terrenos por la fuerza. En el estado de Sonora, el gobierno expropió el latifundio estadounidense de Cananea, que constaba de una extensión de medio millón de hectáreas. En este lugar, como en algunos otros donde el latifundismo era explícito, Ruiz Cortines mandó a expropiar las tierras por decreto emitido el 21 de agosto y procedió a su reparto de manera inmediata. La policía y el ejército reprimieron y encarcelaron a los líderes de las invasiones, resolviendo de esta manera el conflicto campesino.

#### Huelga de maestros
Muchos de los profesores de la IX Sección del Sindicato Nacional de Trabajadores de la Educación no estaban de acuerdo con el rumbo que había tomado su sindicato, motivo por el que organizaron una rebelión encabezada por los profesores normalistas Othón Salazar y José Encarnación Pérez Rivero. En julio de 1956, el gremio de los maestros inició una movilización en todo el país demandando un aumento salarial debido a que se negaron a recibir el pobre incremento que ofrecía el presidente del SNTE Manuel Sánchez Vite.
El SNTE se separó del sindicato controlado por la CTM y creó el Movimiento Revolucionario del Magisterio. Aprovechando que se acercaban las elecciones presidenciales, en 1958 comenzó la movilización en busca de las mejoras salariales y del reconocimiento del MRM dentro del SNTE.
Los maestros, encabezados por Othón Salazar, se posesionaron del edificio de la Secretaría de Educación Pública por unos meses. Ruiz Cortines, como consejo de su esposa, tomó la decisión de dar la orden de que persona que saliera, ya no entraba. No habían podido desalojar antes porque los maestros entraban y salían libremente.
Con la gran manifestación efectuada en el plaza de la Constitución en abril de 1958, el gobierno envió a la policía del Distrito Federal y a los granaderos para reprimir a los disidentes y encarcelar a sus líderes. Othón Salazar fue encarcelado en la prisión de Lecumberri. Dado que la opinión pública se puso del lado de los maestros, con motivo del festejo del Día del Maestro, Ruiz Cortines concedió las mejoras sociales que exigía la IX Sección del Sindicato Nacional de Trabajadores de la Educación el 15 de mayo de 1958.

#### Movimiento ferrocarrilero
El movimiento ferrocarrilero fue el de mayor importancia durante su administración. Los trabajadores estaban cansados de los métodos represivos que Jesús Díaz de León, secretario general del Sindicato de Trabajadores Ferrocarrileros de la República Mexicana, implementaba para reprimir cualquier oposición y porque sus salarios habían disminuido 1.35% entre el sexenio comprendido de los años de 1951 a 1957.
En 1958, los ferrocarrileros inconformes crearon la Gran Comisión de Salarios, en la que comenzó a destacar el representante de la XII Sección del Sindicato Nacional de los Trabajadores del Petróleo, Demetrio Vallejo. La Comisión chocó con el Comité Ejecutivo del sindicato, ya que mientras este exigía $200 pesos de incremento salarial, la oposición pedía $350. Al final. el gobierno de Ruiz Cortines decidió dar $215 pesos de aumento; la Gran Comisión y el Comité Ejecutivo decidieron aceptar.
Ruiz Cortines resolvió el problema momentáneamente el miércoles 2 de julio de 1958; accediendo a algunas peticiones obreras y lidiando con la presión obrera. El problema lo heredaría su sucesor, Adolfo López Mateos, quien tendría que lidiar con la huelga ferrocarrilera de 1959.

### Política educativa
En su gobierno se construyeron planteles educativos en varios sitios del país y se hicieron campañas para erradicar el analfabetismo; pero el atraso educativo nunca se resolvió. La insuficiencia del gasto federal en materia de educación durante su sexenio para coordinar a los estados y municipios, motivó a que el 26 de junio de 1957 se creara el Consejo Nacional Técnico de la Educación.
Hubo pequeñas manifestaciones de estudiantes por la invasión a Guatemala en 1954 en la Ciudad de México. Fueron clausuradas la Escuela Nacional de Maestros, la Escuela Normal Superior y varios planteles dependientes del Instituto Politécnico Nacional por la carencia de aulas y otras instalaciones.

### Política gubernamental
Ruiz Cortines dio la instrucción a Antonio Ortiz Mena, director del IMSS, de llevar el seguro a todos los lugares del país y de iniciar el seguro social para los campesinos; además ordenó que hubiera un uso adecuado del dinero destinado a esa dependencia para evitar el despilfarro en el gasto médico y de medicinas. En su primer informe de gobierno, el 1 de septiembre de 1953, Ruiz Cortines informó que el 42% de los mexicanos era analfabeto, que 19 millones de campesinos vivían al día y que el 60% de la población tenía la percepción económica de apenas la quinta parte del ingreso nacional. En los últimos diez años, la población había crecido en 6 millones de personas.
En su sexenio, en México había 32.656 millones de personas, buena parte de las cuales no encontraba más salida que cruzar la frontera como espaldas mojadas, como se les llamaba porque muchos cruzaban nadando el río Bravo. El primer año había servido para iniciar el proceso de honestidad y austeridad que en su discurso inaugural había prometido, además de detectar los principales problemas y proponer soluciones. A partir de 1954 comenzaría a hacer obras importantes.
Durante su administración se incrementaron los salarios reales de los trabajadores; se financiaron las obras petroleras mediante el uso de emisiones de bonos y sin contraer deuda externa. Al final de su sexenio en 1958, Ruiz Cortines dejó una deuda de $798 millones de dólares. Las campañas nacionales para erradicar el paludismo, la tuberculosis y otras enfermedades tuvieron mucho éxito. La implementación en todo el país de juntas de mejoramiento cívico y moral, como lo hizo en sus tiempos de Gobernador de Veracruz, fueron bien recibidas. En su gestión se fomentó el ahorro nacional desde la niñez, se fundó el Instituto Mexicano de Vivienda y se estableció la Comisión de Inversiones.

#### CEIMSA
En 1956 reanudó sus operaciones la reorganizada Compañía Exportadora e Importadora Mexicana S.A. (CEIMSA), fundada en 1937 durante el régimen de Lázaro Cárdenas. Esta estaba dirigida a los barrios más pobres de la Ciudad de México, a donde llegaban camiones repletos de lenteja, arroz, frijol, huevo y leche; donde era más barato que los establecimientos comerciales entre un 30 o 40%. El tiempo en que duró la CEIMSA en funciones, muchas familias salieron beneficiadas por las ofertas de productos básicos que podían comprar por precios baratos.
El programa de Ruiz Cortines se vio afectado por la corrupción. Las mismas personas de los barrios a quienes los camiones de CEIMSA distribuían, estaban en complicidad con los distribuidores oficiales. La empresa funcionó con el mismo nombre hasta el año de 1962, cuando los propósitos de CEIMSA fueron retomados por el presidente López Mateos, dando origen a la creación de CONASUPO.

### La Marcha al Mar
Ruiz Cortines consideraba, por su experiencia en materia demográfica y de estadística, que México tenía la ventaja de sus dos extensos litorales, de manera que se podía redistribuir la población si se desarrollaban mejor los puertos turísticos, de cabotaje y pesqueros. Por ello, Ruiz Cortines implementó el Programa de Progreso Marítimo, al que se le destinó en su sexenio $750 millones de pesos, y que la publicidad sintetizó como “La Marcha al Mar”. Para los 10000 kilómetros de litorales con que cuenta México, se localizaron 70 puertos con objeto de mejorarlos o construirlos desde el principio; se establecieron enlaces del Altiplano a las costas y comunicaciones interoceánicas.

### Terremoto de 1957

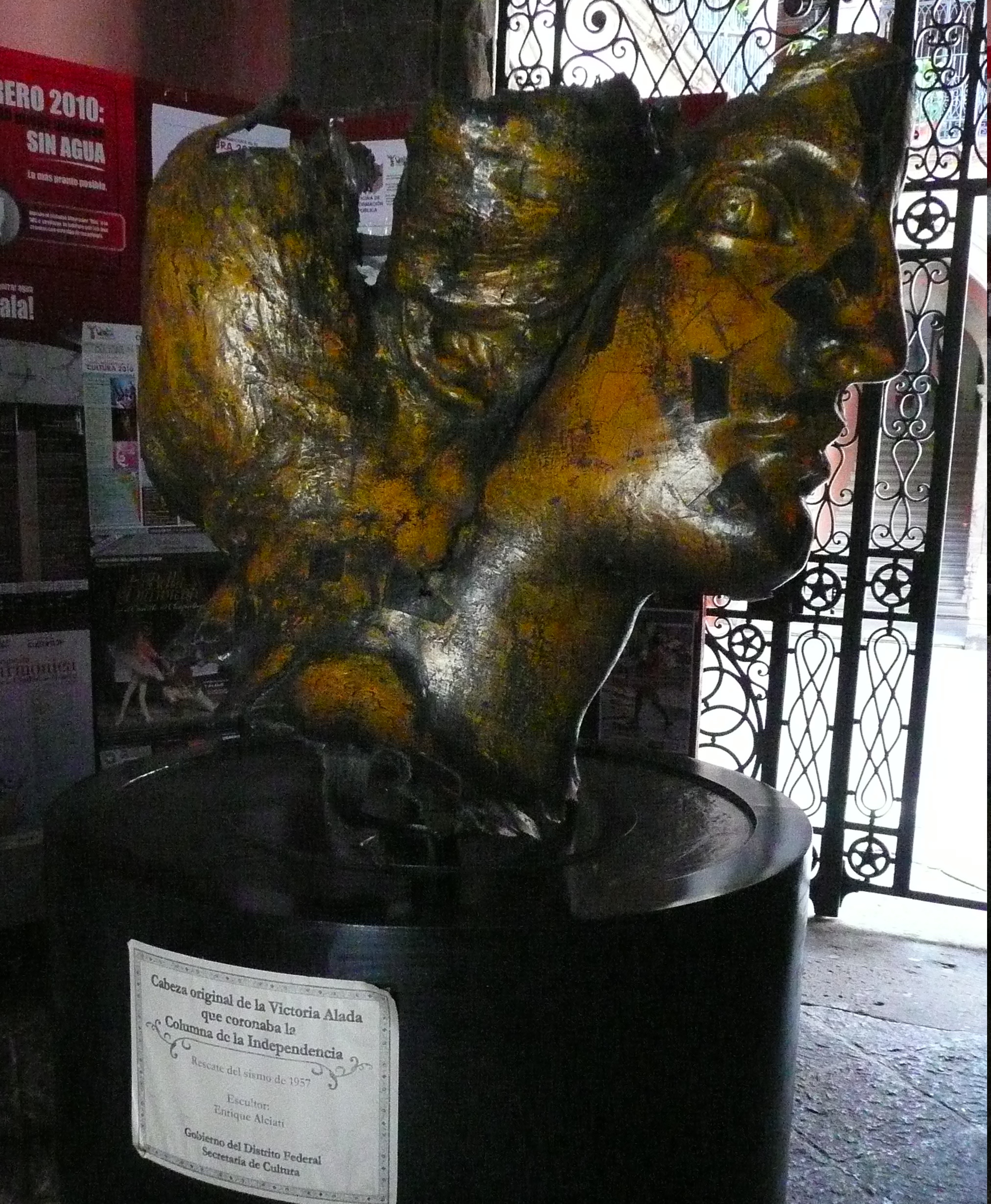
En 1957, un terremoto azotó a la Ciudad de México y el Ángel de la Independencia es derribada quedando destrozada al pie del mismo, por lo que Ruiz Cortines mandó a restaurarla inmediatamente.

A las 2:44 de la madrugada del 28 de julio de 1957, ocurrió un terremoto de 7.5 en la escala de Richter y que duró 90 segundos. Más tarde se difundió que el epicentro era en el estado de Guerrero. Se cayó el Ángel de la Independencia y algunos edificios como el Rioma, situado en la avenida Insurgentes. Otros edificios quedaron dañados seriamente y las autoridades ordenaron su demolición. El siniestro dejó un saldo de 52 muertos y 657 heridos. Ese mismo día el Observatorio Sismológico de la Ciudad de México registró treinta réplicas de diferentes magnitudes.
Desde las tres de la mañana, Ruiz Cortines ordenó que se auxiliara rápidamente a los damnificados. Uruchurtu y Ruiz Cortines recorrieron la ciudad para dar un recuento de los daños; ordenaron desalojar los edificios inestables y dieron instrucciones al jefe de policía y al comandante de los guardias presidenciales de ayudar a los afectados. Elementos de las secretarías de Salubridad, de Gobernación y Comunicaciones recibieron órdenes de ir a ayudar a los afectados en otros sitios del país. Al día siguiente; civiles, miembros del Ejército Mexicano, la Cruz Roja, del cuerpo de bomberos y policías prestaron su colaboración a las autoridades para ayudar rápidamente a los damnificados.

### Economía y finanzas

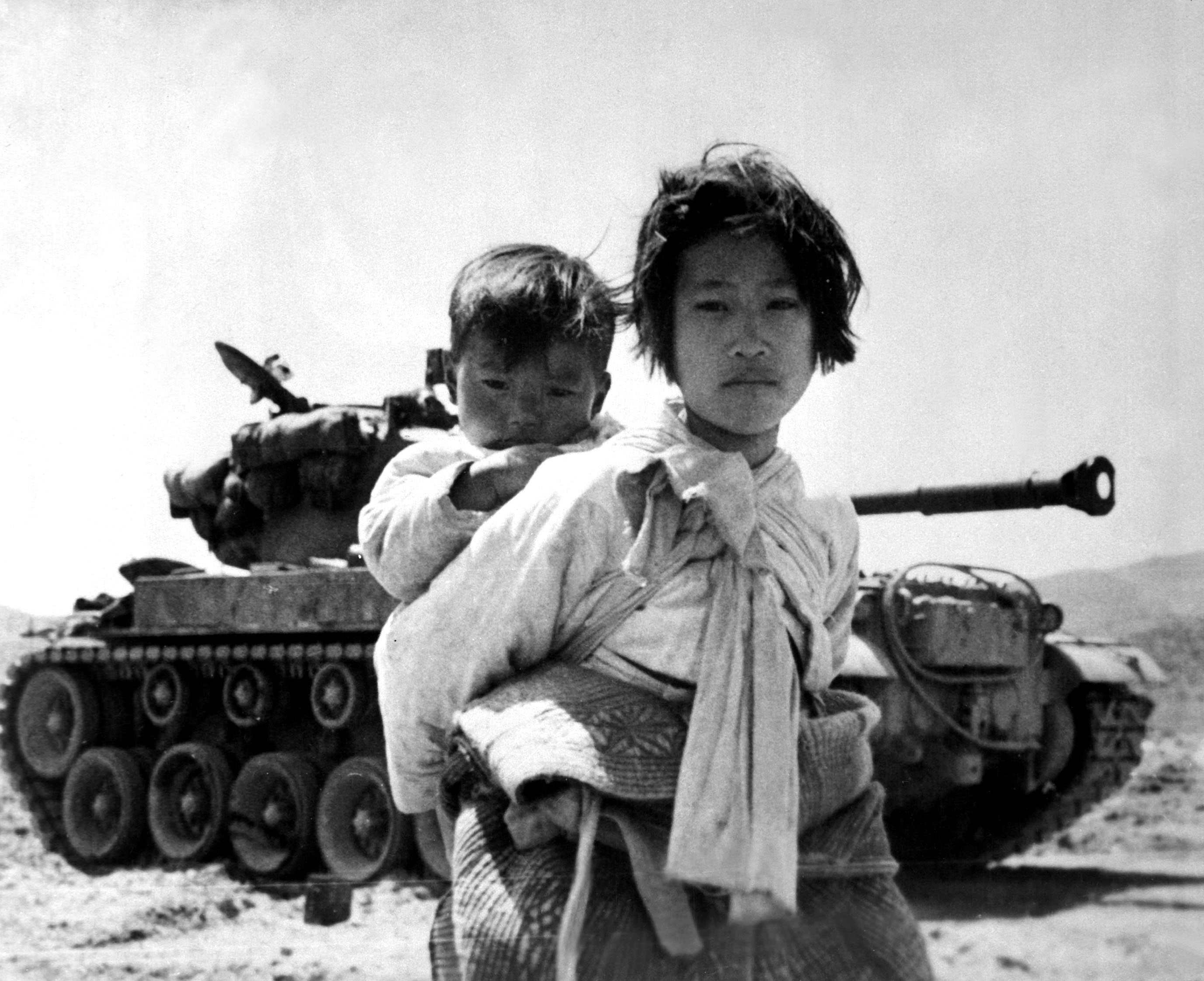
Los problemas en la economía mexicana se hicieron evidentes al terminar la guerra de Corea en 1953, ya que se redujo la demanda mundial y se disminuyeron los precios internacionales de las materias primas.

Al comenzar su periodo presidencial, Ruiz Cortines se enfrentó a una economía inmersa en la inflación, originada en los sexenios anteriores, que no se había podido erradicar pese al continuo crecimiento económico iniciado en 1950.
Ese mismo auge económico fue el que provocó una inflación acelerada por haberse incrementado las inversiones de una manera descontrolada, por las consecuencias que provocó la dependencia de los mercados extranjeros y debido a la estrechez del mercado interno provocada por la política de control de sueldos.
Esos problemas se hicieron evidentes al terminar la guerra de Corea en 1953, ya que se redujo la demanda mundial y se disminuyeron los precios internacionales de las materias primas, eventos que perjudicaron de manera rápida a la producción agrícola de México, que tenía sus bases principales en los cultivos de exportación.
De esta forma, se redujo el ingreso para la clase campesina, dándose como consecuencia interna que no hubiera demanda de productos agrícolas e industriales. Los empresarios decidieron limitar sus inversiones en México, hecho que agravó el problema porque se redujo el PIB, mismo que casi se paralizó en 1952.
Después de una década de crecimiento continuo, la economía nacional había llegado a una crisis. Por ello, Ruiz Cortines implementó una “Política Estabilizadora” que tenía el objetivo de detener el rápido incremento del costo de la vida y de evitar que la demanda interna continuara aminorándose, factores que afectaban el crecimiento industrial.
Para poner en práctica la “Política Estabilizadora”, Ruiz Cortines implementó el Plan Agrícola de Emergencia. Fue presentado el 11 de diciembre de 1952 por Gilberto Flores Muñoz, secretario de Agricultura y Ganadería y entró en funciones en enero de 1953. El plan estaba encaminado específicamente a:
- Elevar la producción de cultivos alimenticios básicos como el maíz, el trigo y el frijol.
- Canalizar un número mayor de créditos de la banca privada hacia el sector rural.
- Aplicar modernos procedimientos destinados al mejor aprovechamiento de las propiedades.[52]

El Plan Agrícola de Emergencia fue exitoso; se logró aumentar la producción de los alimentos básicos, mismo que no fue suficiente para cubrir las necesidades de la población. El beneficio a los pequeños agricultores fue casi nulo pues se continuó dando preferencias a las medianas y grandes empresas que eran dueñas de las mejores tierras.
La importancia de la importación de alimentos fue fundamental en la lucha contra la inflación del 6.9% que había en su sexenio. Consistía en importar exclusivamente los alimentos indispensables para conservar las cosechas que se obtendrían en el país por medio del Plan Agrícola.
Las cosechas no fueron tan grandes debido a la sequía que azotó al campo mexicano en 1953, factor que provocó el aumento de las importaciones con el objetivo de satisfacer la demanda interna de los alimentos básicos.
El control de precios estuvo manejado durante su sexenio por la Dirección General de Precios, encargada de fijar los precios y de vigilar que los comerciantes los respetaran; y la Secretaría de Gobernación, que se dedicó a erradicar el acaparamiento y el monopolio.
La estabilización del presupuesto y la disminución de precios que traía consigo, permitieron mejorar los salarios reales de los trabajadores, con excepción de los desempleados a causa de las contracciones de las inversiones privadas y públicas, provocadas por la inflación.
Los empresarios privados se abstuvieron de invertir hasta que el gobierno de Ruiz Cortines modificara su política de austeridad presupuestal y decidiera impulsar la industria, lo cual tuvo que hacer a fines del año de 1953.
Desde ese año, el gobierno intensificó el fomento a la producción agrícola mejorando los precios de garantía del maíz y del frijol, ampliando las partidas presupuestales para implementar sistemas de riego, lo que permitió aprovechar adecuadamente los recursos naturales y brindar insumos a los productores.

#### Devaluación del peso, 1954
En la Semana Santa de 1954, el 17 de abril Ruiz Cortines devaluó el peso de $8.50 a $12.50 por dólar. La nueva paridad estaba subvalorada, pero el presidente decía que “no quería pasarse el sexenio devaluando”. La siguiente devaluación sería hasta 1976. El gobierno tomó la decisión de devaluar en los días santos debido a que los bancos permanecerían cerrados y con ello se evitaba la compra descontrolada de dólares.

#### Impulso de la industria
Ruiz Cortines dio un gran impulso a la industria, tal y como había sucedido en administraciones anteriores. En 1954 se destinó un presupuesto al sector paraestatal del 20.2%, se les brindaron facilidades fiscales a las empresas privadas, lo que permitió elevar considerablemente extensiones e impuestos, lo que redujo el ISR y otros subsidios de menor trascendencia. Además se estableció que no se pagarían impuestos respecto a los sueldos de $300 pesos mensuales, con el fin de mejorar el ingreso de los compradores de productos mexicanos.
Se aplicaron medidas financieras que permitieron aumentar la disponibilidad de las instituciones de crédito de depósito y, como consecuencia, su capacidad de otorgar créditos. Se estableció en 1954 el Fondo de Garantía y Fomento para las medianas y pequeñas industrias. Se creó la Financiera Nacional Azucarera, cuyo objetivo era impulsar la industria del azúcar.
Se estableció el Consejo de Fomento y Coordinación de la Producción Nacional, encargado de coordinar la política económica del gobierno con la iniciativa privada, para mejorar la economía nacional. En febrero de 1954, se elevó en un 25% los impuestos a las importaciones y limitando la importación de artículos lujosos; y se modificó la tarifa del impuesto general de importaciones con el propósito de ajustarlo a las necesidades de las empresas nacionales.
Con la política de fomento a la industria, el gobierno de Ruiz Cortines logró ponerle fin a la espiral inflacionaria, logrando que México entrara a la etapa del “desarrollo estabilizador”, triunfo que causó gran sorpresa a nivel internacional y que fue considerado como el “milagro mexicano.” La situación de la economía comenzó a cambiar negativamente hacia fines del año de 1956, debido a que, junto con la inversión extranjera directa había entrado el capital especulativo. Como resultado, el último año del sexenio se caracterizó por las manifestaciones de las clases trabajadoras por el alto costo de la vida.
Sin embargo, el gobierno de Ruiz Cortines logró cimentar las bases de una política económica que sería decisiva para el desarrollo capitalista de México en el siguiente decenio.

### Política exterior

#### Estados Unidos

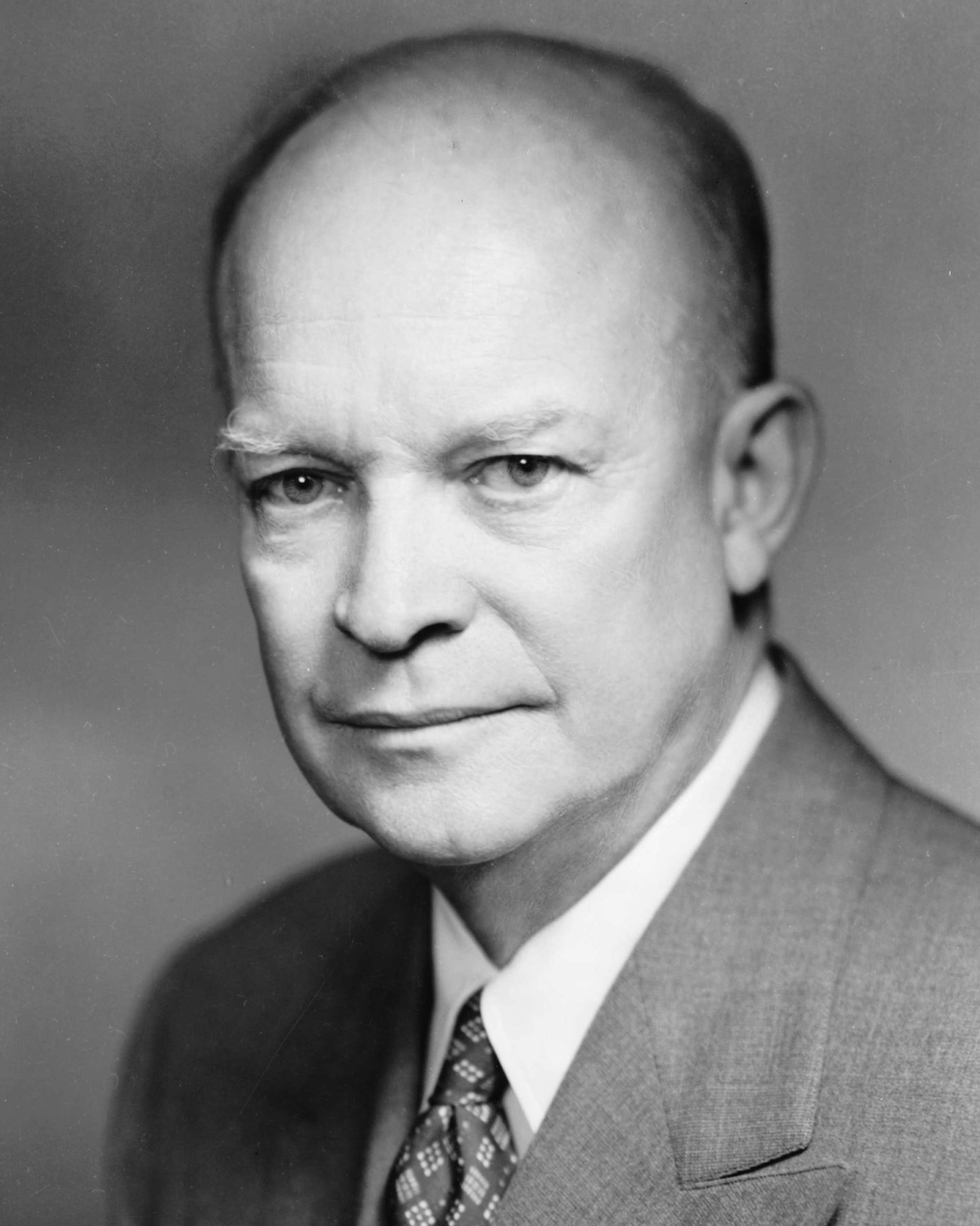
Con el presidente de Estados Unidos, Dwight D. Eisenhower, Ruiz Cortines mantuvo una relación amistosa durante su gobierno. Se reunieron dos veces, una en 1953 durante la inauguración de la presa Falcón y otra en 1956 en Virginia Occidental.

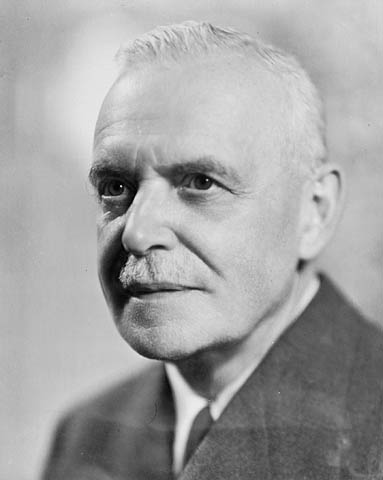
Louis St. Laurent, Primer Ministro de Canadá. Ruiz Cortines se reunió con él y Eisenhower en Sulphur Springs, Virginia en 1956.

Las buenas relaciones diplomáticas entre México y Estados Unidos se remontaban a cuando el embajador estadounidense Dwight W. Morrow había puesto en práctica la política de “buena vecindad” del presidente Franklin D. Roosevelt. El gobierno de Ruiz Cortines buscó aliarse con los países latinoamericanos para formar un frente común ante la gran influencia de los Estados Unidos, país con el que se negó a hacer acuerdos militares que comprometieran a México en guerras internacionales.
A pesar de ello, las relaciones entre ambos países fueron amistosas. Durante su sexenio se terminó la construcción de la presa Falcón, construida con un 58.6% de capital estadounidense y 41.4% mexicano. La obra fue inaugurada el 19 de octubre de 1953 por Ruiz Cortines y el presidente Dwight Eisenhower. Una característica de su administración sobre las relaciones diplomáticas con Estados Unidos fue la poca crítica que México realizó a las políticas exteriores de ese país.
Entre el 26 y 28 de marzo de 1956, Ruiz Cortines asistió al encuentro con el presidente Dwight D. Eisenhower y el primer ministro de Canadá Louis St. Laurent efectuado en Sulphur Springs, Virginia Occidental. Durante la entrevista, los tres mandatarios hablaron sobre los problemas migratorios, las ventas de algodón de México a Estados Unidos, la colaboración económica del Eximbank, el desarrollo de la aviación civil y la pesca ilegal en litorales.
Del 21 al 24 de julio de 1956, Ruiz Cortines coincidió con el presidente Eisenhower en Panamá, donde se reunieron 19 presidentes americanos debido a la celebración del CXXX Aniversario de la “Asamblea Americana”, establecida a iniciativa de Simón Bolívar.
El 5 de agosto de 1957 llegó a México el doctor Milton Eisenhower, rector de la Universidad Johns Hopkins y enviado en representación de su hermano el presidente Eisenhower. Ruiz Cortines lo recibió en el Palacio Nacional, donde hicieron un recorrido por los salones y galerías, visitando el recinto de homenaje a Benito Juárez.

##### Problemas migratorios

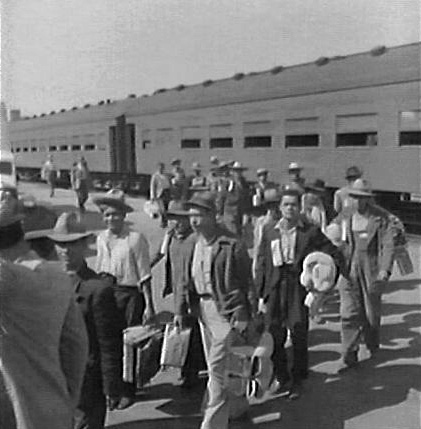
Primeros braceros mexicanos llegando a Los Ángeles por tren en 1942, durante la presidencia de Manuel Ávila Camacho. En marzo de 1954 se firmó un convenio entre el gobierno de Ruiz Cortines y Eisenhower para mejorar la calidad de vida de los braceros residentes en Estados Unidos y para deportar a los inmigrantes indocumentados.

Con el Programa Bracero firmado durante la administración de Manuel Ávila Camacho en 1942, millones de jornaleros mexicanos se fueron a trabajar a los Estados Unidos. El problema de los braceros ponía en peligro las buenas relaciones con el país vecino.
Los empresarios agrícolas estadounidenses, para favorecer sus intereses, deseaban renovar el acuerdo con México en 1951. Al principio Ruiz Cortines se negó a aceptarlo pues, viendo la necesidad de Estados Unidos para buscar mano de obra mexicana, creyó conveniente aplazarlo para que ellos hicieran un convenio donde México saliera más beneficiado.
En vista de que no se reanudaban las negociaciones del acuerdo; en enero de 1954 el gobierno de Dwight D. Eisenhower anunció que contratarían a los trabajadores mexicanos sin la autorización del gobierno mexicano. Al darse a conocer las contrataciones, miles de braceros se dispusieron a atravesar la zona fronteriza. Las autoridades mexicanas, en un intento de detenerlos, haciéndoles promesas de trabajo, recurrieron a la fuerza militar en algunas ocasiones.
Esta situación obligó a ambos gobiernos a firmar un nuevo convenio el 10 de marzo de 1954, en el que gobierno mexicano accedía a que las contrataciones se hicieran en la frontera. Por su parte, Estados Unidos estableció que se les proporcionarían seguros a los trabajadores en caso de desempleo y creó una comisión mixta que se dedicara a investigar los problemas de emigración legal e ilegal. La guerra de Corea fue otro factor importante que llevó al gobierno a reanudarlo, de manera que con algunas suspensiones, modificaciones y ampliaciones estos acuerdos se mantuvieron hasta 1964.
Durante el resto del sexenio de Ruiz Cortines, el convenio se ejecutó correctamente y no se tuvo ningún percance con los braceros a los Estados Unidos. Entre 1953 y 1954 había cerca de 1,400 mil emigrantes mexicanos. En 1954, el fiscal general de Estados Unidos Herbert Brownell Jr. ordenó la “operación wetback” que fue supervisada por el general Joseph May Swing, y que tenía como finalidad de deportar masivamente a los trabajadores mexicanos indocumentados.
El general Swing, quien fue designado comisionado del Servicio de Inmigración y Naturalización, fue el encargado de introducir tácticas militares en las operaciones de la patrulla fronteriza y de ordenar a la policía invadir los barrios de mexicanos en todo el sureste de Estados Unidos. Gracias a la iniciativa de Brownell, el número de indocumentados se redujo a 72 mil. Sin embargo, el flujo migratorio se incrementó en los años siguientes debido a las grandes disparidades de empleo y salarios entre ambos países.

##### Richard Nixon en México

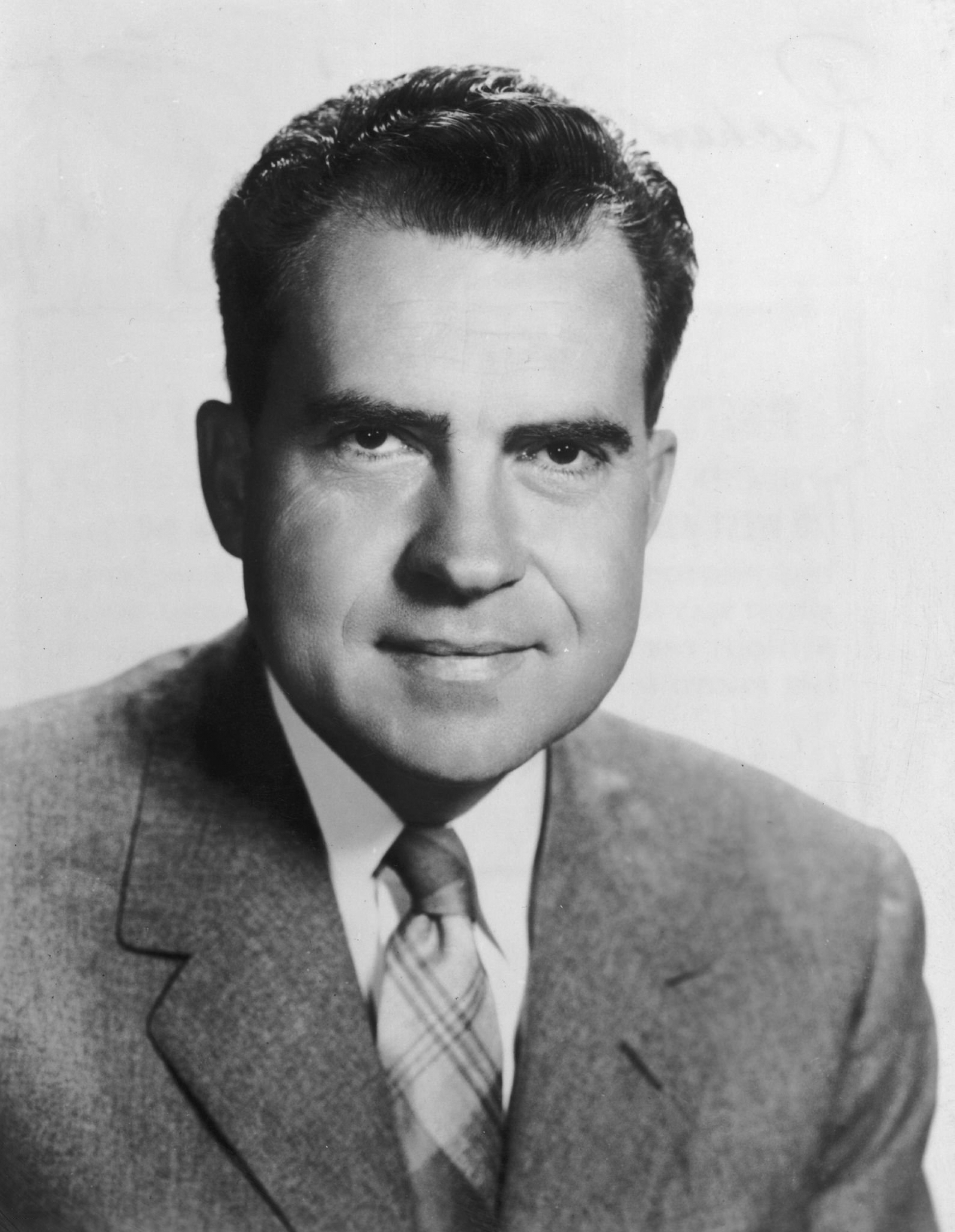
El vicepresidente Richard Nixon vino a México en febrero de 1955.

El miércoles 9 de febrero de 1955, vino a México el vicepresidente Richard Nixon acompañado de su esposa. Nixon declaró a su llegada que su “visita a México es el resultado de la amistad y el entendimiento entre estos dos países” y concluyó diciendo que con sus homólogos se sentía “como en su casa”.
Las primeras pláticas tuvieron lugar en el despacho de Ruiz Cortines, quien luego del encuentro declaró que “vino a expresarnos el saludo muy cordial del señor presidente Eisenhower”, esperando con ello, mejorar las relaciones entre los dos países. Durante su estancia en México, el matrimonio Nixon visitó en compañía del presidente Ruiz Cortines la planta industrial DM Nacional, la Basílica de Guadalupe, la Ciudad Universitaria, las instalaciones del IMSS, el complejo habitacional Lomas de Santa Fe y el Instituto Cultural Mexicano Norteamericano. Además se les ofreció una cena en la Embajada Americana y en la Secretaría de Relaciones Exteriores.
Al final se les ofreció una comida en Los Pinos. Fue tal la insistencia de Nixon por hablar sobre el comunismo en México que, Ruiz Cortines lo subió a un carro y lo llevó a las ciudades perdidas cercanas a la residencia oficial de Los Pinos. Se cuenta que Ruiz Cortines le dijo a Nixon “ése es el ismo más difundido en México, el hambrismo, y ése es el que a mí me interesa erradicar para que no se den los ismos que a ustedes le preocupan.”

#### Etiopía
Haile Selassie, emperador de Etiopía, hizo una visita de placer a la Ciudad de México los días 19 al 24 de junio de 1954. El presidente Ruiz Cortines lo recibió y los honores militares los hicieron los miembros de la Guardia Presidencial, cadetes del Colegio Militar, la corporación de la Primera División de Infantería y una batería de artillería; todo al mando del general Pascual Cornejo Brun.
En el discurso que dirigió en el aeropuerto, Haile Selassie dijo para la prensa que ese era: 

“un día inolvidable en mi vida de gran amigo de México. Llego a un país que, como mi querida patria, ha sido siempre paladín de la libertad y de la justicia; este es un día inolvidable para mí, de la gran amistad de México y Etiopía.”

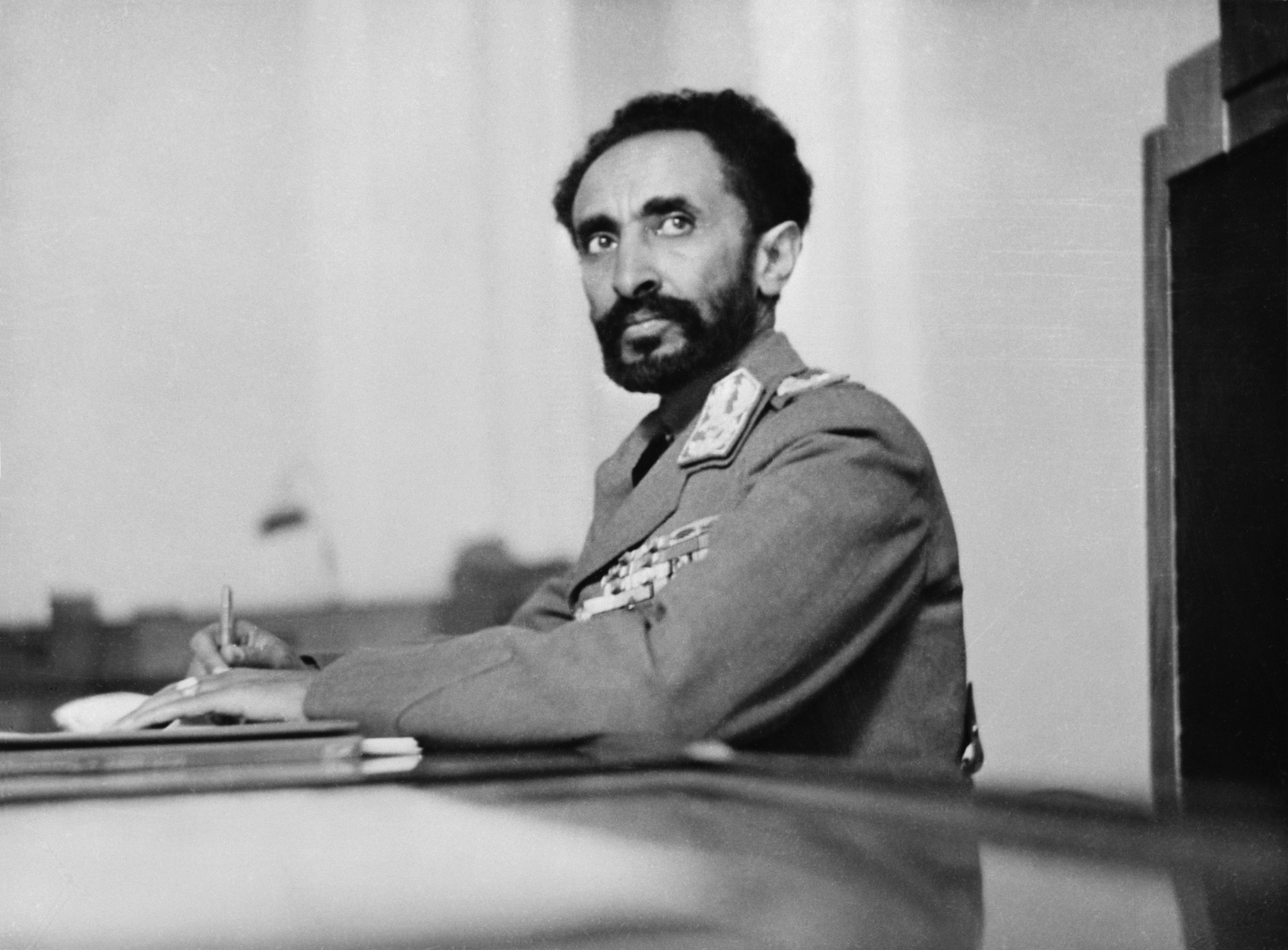
El emperador Haile Selassie, pronunció un discurso a su llegada a la Ciudad de México donde dijo:"gran amigo de México, paladín de la libertad y la justicia".

Durante su estancia, el presidente Ruiz Cortines le organizó una recepción en Los Pinos y en la Secretaría de Relaciones Exteriores. Selassie asistió a una ceremonia en el bosque de Chapultepec, a una charrería, a una novillada, a la torre de rectoría en la Ciudad Universitaria, a las pirámides de Teotihuacán y a visitar la Basílica de Guadalupe. En Palacio Nacional, Selassie pronunció un discurso donde dijo que:

"Etiopía no olvida que México se negó a reconocer los hechos consumados por las fuerzas italianas fascista de Benito Mussolini, y que alzó la voz en defensa de la razón, la verdad, la justicia y el derecho; con cabal exactitud, nosotros empleamos la palabra hermanos para referirnos a México y a los mexicanos, pues jamás olvidaremos la fraternal y viril actitud que la delegación mexicana desarrolló en defensa de los sagrados derechos de Etiopía. En aquellos momentos de nuestra milenaria historia como estado con más de treinta siglos de existencia soberana e independiente, la voz de México se alzó una vez más, generosa y valiente, dejándose oír para defender como esforzado campeón a Etiopía.”

El 22 de junio, Haile Selassie develó una placa alusiva en la glorieta ubicada en el cruce de la avenida Cuauhtémoc, diagonal San Antonio, Xola y Cumbres de Maltrata en la colonia Narvarte; que desde ese día lleva el nombre de Glorieta de Etiopía. Aunque con las obras del metro en 1980 desapareció la glorieta, el nombre persiste en la estación del Servicio de Transporte Colectivo. A las 20:30 horas del jueves 24 de junio, Ruiz Cortines despidió a Selassie en una ceremonia celebrada en el Hangar Presidencial del Aeropuerto Internacional de la Ciudad de México. Durante su visita, a Selassie se le distinguió con la Orden del Águila Azteca.

#### Japón
El 24 de octubre de 1954 llegó a la Ciudad de México el ministro de Relaciones de Japón Katsuo Okazaki, procedente de Washington, para luego dirigirse a su país. Uno de sus principales propósitos al visitar el país fue estrechar los lazos culturales entre ambas naciones, por lo que se firmó un tratado entre México y Japón el día 25, donde acordaban implementar estrategias en ambos países con el fin de estrechar las relaciones culturales y científicas entre ambos países. Dicho escrito fue publicado en el Diario Oficial de la Federación el 12 de diciembre de 1955.

Convenio cultural entre México y Japón
El gobierno de los Estados Unidos Mexicanos, y el gobierno del Japón, deseosos de mantener y estrechar, para su mutuo beneficio los lazos de índole cultural que unen a los dos países, han decidido concertar un Convenio Cultural y al efecto, han designado a sus respectivos Plenipotenciarios a saber:
El gobierno de los Estados Unidos Mexicanos, al señor licenciado Luis Padilla Nervo, Secretario de Relaciones Exteriores; y el gobierno de Japón, al señor Katsuo Okazaki, Ministro de Asuntos Extranjeros; quienes después de haberse comunicado sus plenos poderes, hallados en buena y debida forma, han convenido en lo siguiente:
ARTÍCULO I: las partes contratantes se conceden recíprocamente las mayores facilidades que sean posibles con el fin de asegurar en sus respectivos países un mejor conocimiento de la cultura del otro país por medio, principalmente, de:
1. libros, periódicos y otras publicaciones;
2. conferencias, conciertos y representaciones de obras teatrales;
3. exposiciones de arte y otras exposiciones de carácter cultural;
4. radiodifusión, discos y otros medios similares;
5. películas de carácter científico, educativo o cultural.

ARTÍCULO II: las partes contratantes estimularán el intercambio entre sus respectivos países de profesores, científicos y estudiantes así como de otras personas que se interesen en participar en las actividades culturales.
ARTÍCULO III: las partes contratantes estimularán el desarrollo y la creación en sus universidades y otros establecimientos docentes y de investigación, de cursos sobre cualquiera materia que se relacione con la cultura de la otra parte.
ARTÍCULO IV: con el objeto de permitir a los nacionales de cada una de las partes contratantes llevar a cabo estudios e investigaciones o realizar estudios técnicos en el otro país las partes contratantes considerarán los medios para conceder becas y otras facilidades a dichos nacionales.
ARTÍCULO V: las partes contratantes estudiarán los medios y condiciones por los cuales los títulos y diplomas obtenidos en los cursos o al término de los cursos en las universidades y otros establecimientos docentes, así como los otros diplomas obtenidos en cada uno de los dos países podrán ser revalidados en el otro país, tanto desde el punto de vista académico, como en ciertos casos a determinar para fines profesionales.
ARTÍCULO VI: las partes contratantes estimularán la colaboración entre las sociedades científicas y otras organizaciones culturales de los dos países.
ARTÍCULO VII: cada una de las partes contratantes concederá en su país a los nacionales de la otra parte facilidades de acceso a los museos, bibliotecas y otros centros de información y archivo.
ARTÍCULO VIII: las partes contratantes se consultarán en caso necesario a fin de establecer con mayor precisión las condiciones para el funcionamiento del presente convenio y asegurar su aplicación.
ARTÍCULO IX: el presente convenio será ratificado. Entrará en vigor en la fecha del canje de los instrumentos de ratificación que tendrá lugar en Tokio.
ARTÍCULO X: el presente convenio tiene una vigencia de cinco años y quedará en vigor al terminar este período hasta la expiración del término de un año a partir de la fecha en la cual una u otra de las partes contratantes lo denuncie.

#### Inversión extranjera directa
Durante el periodo de Ruiz Cortines, la inversión extranjera directa abarcó los sectores de la producción manufacturera y en el comercio. En el ámbito comercial fue notable la influencia de las costumbres estadounidenses: las grandes tiendas departamentales y el uso de las tarjetas de crédito produjeron un gran impacto social, sobre todo en las clases medias mexicanas, entusiasmadas por las variedades de productos y las nuevas facilidades de la compra de crédito.

### Conferencias Panamericanas, 1954
El gobierno de Ruiz Cortines estaba interesado en afiliarse al sistema interamericano de la Organización de Estados Americanos, la que pretendía hacer un acuerdo con Estados Unidos, con el fin de obtener su apoyo financiero pero que, simultáneamente, buscaba evitar que ese soporte impulsara las pretensiones estadounidenses en torno a perjudicar las economías latinoamericanas. Para México era muy importante mantenerse dentro de su tradicional tónica de política exterior, basada en la no intervención y la libre autodeterminación de las naciones.
En abril de 1954, los secretarios de Relaciones Exteriores de los países latinoamericanos asistieron en Caracas a la X Reunión Interamericana. Estados Unidos presionaba para que los gobiernos de Latinoamérica combatieran al comunismo. Luis Padilla Nervo, José Gorostiza y Roberto Córdova, delegados mexicanos; se opusieron con los argumentos que la mejor solución contra el comunismo era el progreso económico. Las propuestas fueron rechazadas por 17 votos en contra y 3 a favor, correspondientes a México, Argentina y Guatemala.

## Pospresidencia

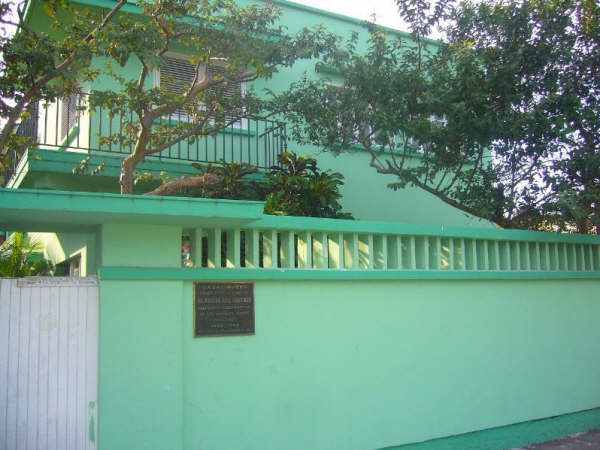
Residencia que habitó Ruiz Cortines al final de sus días en Veracruz. Hoy es sede de la Casa-Museo Ruiz Cortines.

Al término de su presidencia, Ruiz Cortines y su esposa María Izaguirre se retiraron a la vida privada en su domicilio en el número 89 de la calle José María Ibarrán en la colonia San José Insurgentes, delegación Benito Juárez. Cuando se le invitaba a participar en la política, Ruiz Cortines aclaraba que pertenecía "a la augusta institución de los ex, quienes tienen como primer deber respetar al que es y evidenciar absoluta disciplina".
El 8 de diciembre de 1961, la prensa anunció que los expresidentes Roque González Garza, Pascual Ortiz Rubio, Emilio Portes Gil, Abelardo L. Rodríguez, Lázaro Cárdenas, Miguel Alemán Valdés y Ruiz Cortines; habían sido invitados a trabajar en el gobierno de López Mateos. Ruiz Cortines se desempeñó como delegado fiduciario de Nacional Financiera para el estudio, explotación y organización de metales no ferrosos; negándose a recibir un sueldo por sus servicios. En cuanto recibió su nombramiento, hizo una de las pocas declaraciones que daría a la prensa donde decía que:

“Servir a la patria donde ordene el presidente de la República es un deber y un honor para todo ciudadano mexicano, pero en el caso de los expresidentes estimo que es una obligación patriótica, ya que la experiencia adquirida en el ejercicio del poder Ejecutivo de la Nación corresponder al beneficio de ésta y no al beneficio personal, como asentó el presidente Adolfo López Mateos.”

Ruiz Cortines trabajó con López Mateos hasta el 22 de abril de 1962, cuando su hijo Adolfo Ruiz Carrillo falleció. Al poco tiempo se distanció de su esposa y se retiró a vivir a una casa con domicilio en el número 10 de la calle Miguel Alemán en el puerto de Veracruz. Por las tardes iba a "La Parroquia" a buscar a sus viejos amigos para jugar dominó y tomar café que mucho le gustaba.
Frecuentaba la plaza de armas veracruzana, donde le lustraban los zapatos y gustaba de sentarse en una banca a leer las noticias de "El Dictamen", su periódico predilecto. A veces se le veía arreglando su pequeño jardín pero durante los últimos meses de su vida no salía de su casa, casi no recibía amigos y prohibió a sus familiares que lo visitaran.

### Muerte y funeral
En sus últimos días, su amigo Manuel Alpino Caldelas García, un político que había conocido en su juventud, comenzó a vivir con él en su casa de Veracruz. Caldelas le ayudaba en los quehaceres domésticos y cuidaba del octogenario expresidente Ruiz Cortines. La mañana del 3 de diciembre de 1973, Ruiz Cortines se levantó por las molestias que le provocaban la hinchazón de los pies, de las extremidades inferiores y del abdomen.
En la tarde de ese mismo día, el estado de salud de Ruiz Cortines se hacía más crítico. El doctor Mario Díaz Tejeda fue al domicilio para tratar el padecimiento del expresidente. Sus últimas palabras, dirigidas a Caldelas fueron “tú eres mi hijo, ya me quiero morir”. Cuando los medicamentos hicieron efecto en él, Ruiz Cortines quedó dormido.
Caldelas bajó al teléfono a atender una llamada de Mario Moya Palencia, quien por órdenes del presidente Luis Echeverría Álvarez, llamaba constantemente para conocer el estado de salud de Ruiz Cortines. A los diez minutos, Caldelas escuchó un grito y cuando subió a la habitación del expresidente, lo encontró tendido a la mitad sobre su cama. A las 21:05 horas del lunes 3 de diciembre de 1973, Adolfo Tomás Ruiz Cortines murió a los 83 años de edad víctima de una insuficiencia cardiaca provocada por una arterioesclerosis generalizada. El Dr. Edmundo Denis Mezo preparó el cadáver para su traslado a la Ciudad de México.
Maurico Locken Izaguirre, su hijastro, fue el primero en acudir al lugar de su fallecimiento. Él y su madre acordaron traer el cuerpo de Ruiz Cortines a la capital para velarlo y enterrarlo. Jacobo Zabludovsky fue el encargado de dar la noticia del fallecimiento de Ruiz Cortines en televisión a través del noticiero 24 horas del canal 2 de Televisa.  El presidente Luis Echeverría orquestó los honores oficiales y aunque la última voluntad de Ruiz Cortines fue ser enterrado junto a su madre y hermana en Veracruz, su sepelio tuvo lugar en la cripta familiar del panteón de Dolores el 5 de diciembre.

### Legado
Ruiz Cortines dictó su testamento al notario Francisco Ramírez Govea en 1967, en el que figuraban como albaceas su hija Lucía Ruiz Carrillo, Fernando Román Lugo y el abogado Miguel Ángel Cordera Pastor. Ruiz Cortines dejó su casa de Veracruz con un valor de $1 200 000. Al notario Ramírez Govea entregó su último escrito que decía:

"Estoy cierto de que todos, absolutamente todos los mexicanos, principalmente los ciudadanos y los extranjeros que en México viven y muchos en forma espléndida, debemos por propia conveniencia contribuir, además de con los impuestos legales vigentes, con la cooperación que nos reclaman las necesidades de nuestros compatriotas, de acuerdo con las posibilidades de cada quien, pero teniendo en cuenta que el progreso de la colectividad es nuestro progreso. Nuestro México tiene inaplazable urgencia de resolver los problemas de los 45 millones de habitantes, cuya mayoría está aun carente de lo más indispensable, pese a los esfuerzos continuos y ascendentes de la revolución mexicana, cuya magnífica doctrina y brillantes realizaciones, la hacen ejemplar, principalmente en la finalidad de obtener la mayor y mejor justicia social para las mayorías en carencia."

Para la Fundación Cotera-Ruiz Cortines, creada el 2 de enero de 1968 y llamada así en honor a sus tíos Elena, Gabriel y Octaviana Cotera Calzada, quienes lo protegieron en su niñez; dejó la cantidad de $300 000 pesos. La institución, debería usar los fondos para becar estudiantes de bajos recursos o huérfanos y regirse bajo los principios que él mismo estableció en su testamento:

"Por su parte, los becarios de la Fundación Cotera-Ruiz Cortines al aceptar las becas que ésta les conceda, deberán aceptar sin reserva alguna la obligación de prestar su servicio social por el tiempo y en el lugar que la propia institución les señale, pues se desea que contribuyan al mejoramiento de la patria, que incluye el suyo personal.
Pongo en manos de los directores de cinco escuelas del estado de Veracruz, el gobierno de la Fundación que he dejado establecida, porque estoy seguro de que compenetrados como lo están de las nobles causas que ésta persigue, así como de las necesidades de orientación, capacitación y cultura de nuestra juventud, la habrán de hacer factor del progreso de la patria".

En su caja personal de seguridad que tenía en su domicilio en Veracruz, atesoraba varios montoncitos de monedas mexicanas de oro envueltas en papel periódico, valores de la Nacional Financiera y las escrituras de algunas propiedades pequeñas. Ordenó que estos fondos fueran entregados en partes iguales a sus ocho nietos conforme fueran compliendo 25 años de edad. A excepción de un mensaje de amor en su testamento, Ruiz Cortines no le dejó nada a María Izaguirre, argumentando que ella tenía propiedades que le permitían subsistir.
Su residencia en la calle Miguel Alemán #10 se convirtió en 1974 sede de la Casa Museo Ruiz Cortines que tiene como objetivo recordar la vida y obra de Ruiz Cortines. Cada 3 de diciembre, el gobierno del estado de Veracruz otorga la "Medalla al Mérito Adolfo Ruiz Cortines" a las personas que se destaquen por su servicio a la sociedad.